# Höhlenarchitektur in Kappadokien

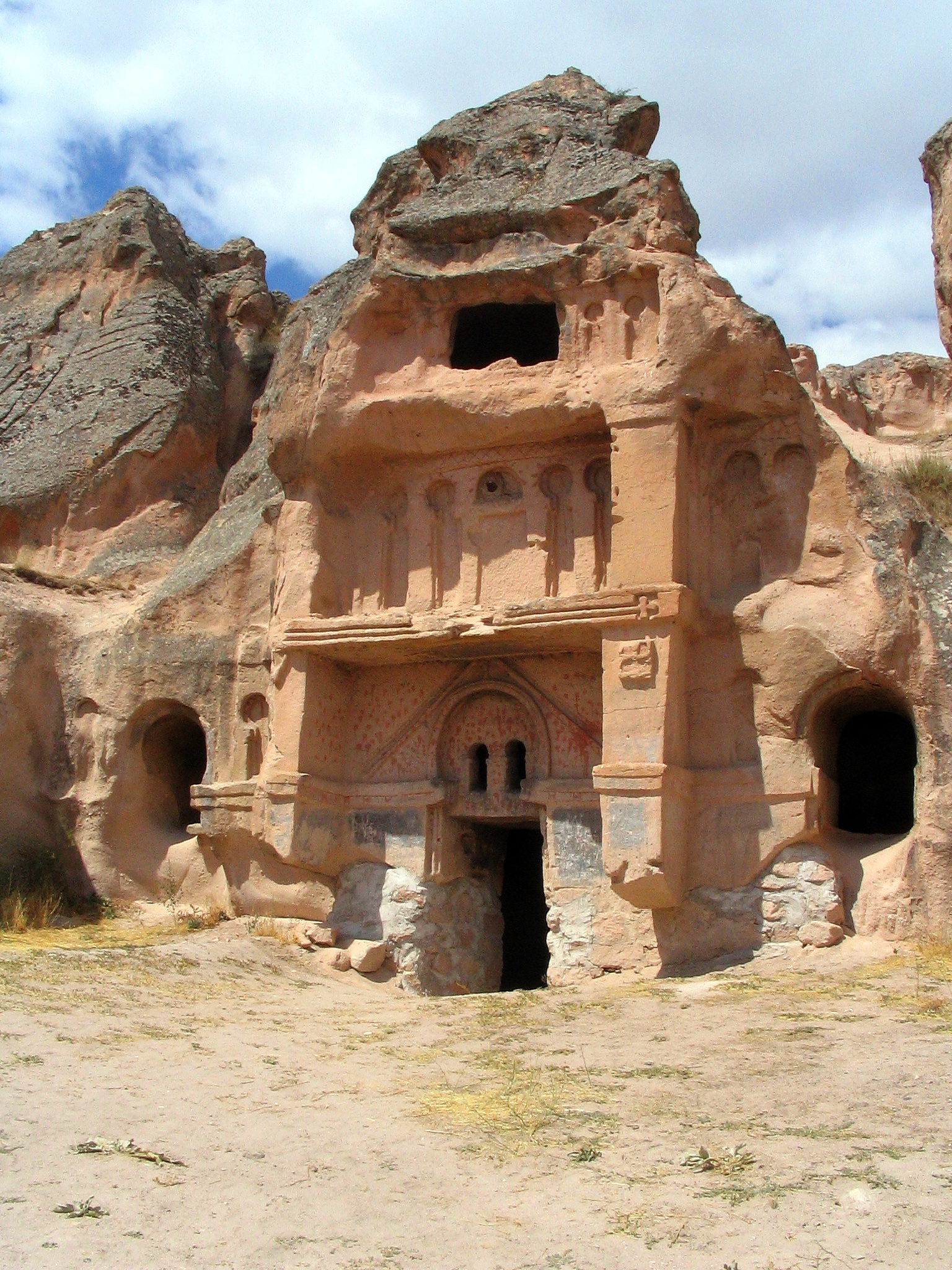
Kirchenfassade im Açıksaray bei Gülşehir

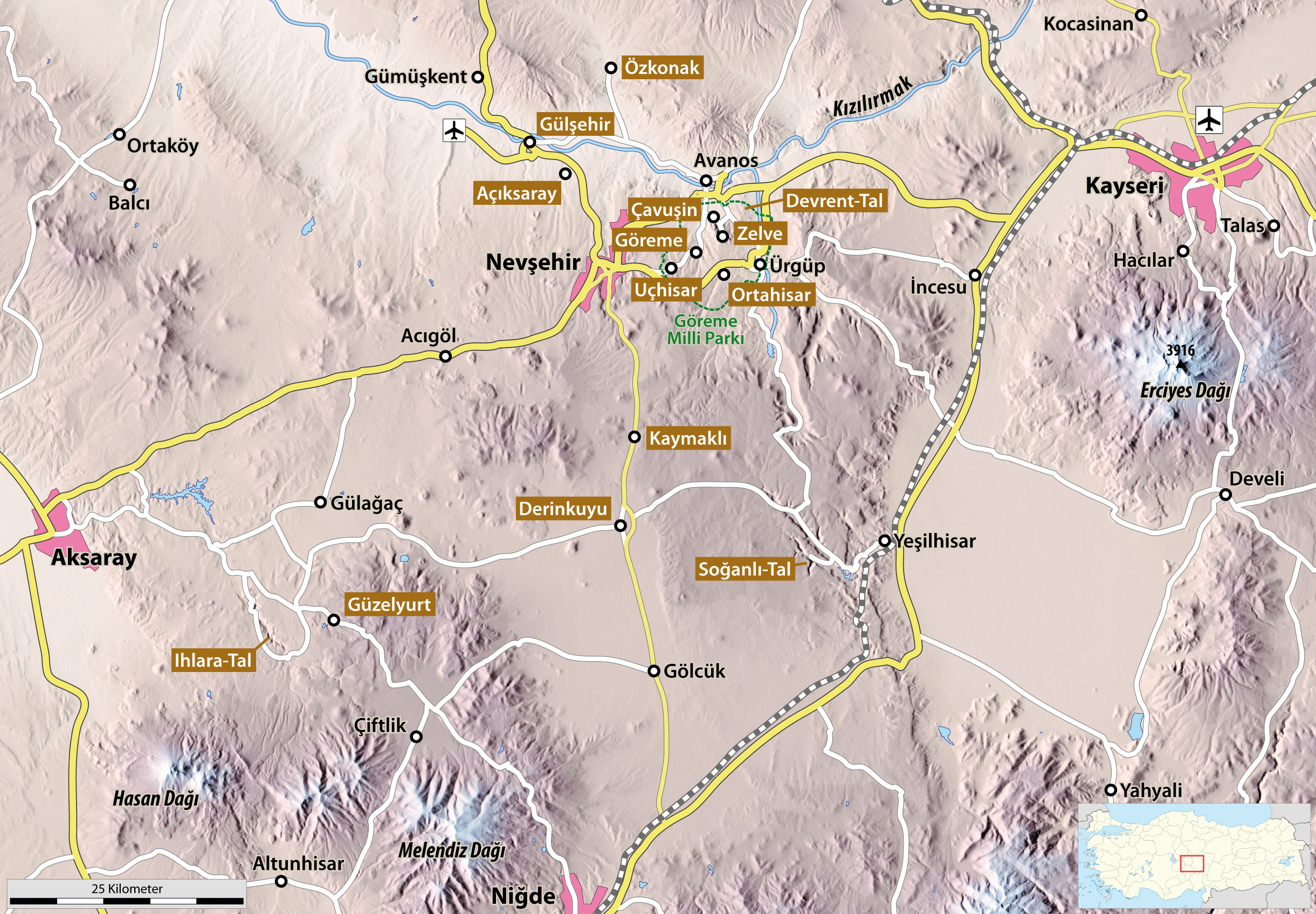
Sehenswerte Orte in Kappadokien

Die Höhlenarchitektur in Kappadokien in der Zentraltürkei umfasst sowohl Wohnräume und Wirtschaftsräume als auch Sakralgebäude wie Kirchen und Klöster, die aus dem weichen Tuffgestein der Landschaft herausgearbeitet wurden.

## Kappadokische Tufflandschaften
Die Vulkane Erciyes Dağı südlich von Kayseri, Hasan Dağı südöstlich von Aksaray, Melendiz Dağı bei Niğde und einige kleinere Vulkane überzogen etwa 10 Millionen Jahre lang bis in frühgeschichtliche Zeit die Region Kappadokien mit einer Schicht von Tuffstein, woraus sich durch Erosion die bekannten Gesteinsformationen der Gegend bildeten. Der Prozess ist eine Sonderform der in der gesamten Türkei verbreiteten Rinnenerosion, wobei durch die Standfestigkeit der vulkanischen Tuffe und Ignimbrite besonders tiefe und steilwandige Rinnen entstehen, die durch seitliche Verschneidung dann die turmartigen Formen bilden. Da dieses weiche Gestein verhältnismäßig leicht zu bearbeiten ist, wurde es wahrscheinlich bereits in der frühen Bronzezeit von Menschen zu Höhlen geformt, die im Laufe der Zeit zu umfangreichen Wohn- und Klosterkomplexen und kompletten Städten ausgebaut wurden. Die Region Kappadokien gehört seit 1985 zum Weltkulturerbe der UNESCO.

## Geologische Voraussetzungen und Erosion der Höhlenarchitektur
Trotz vieler Schäden ist der Erhaltungszustand vieler in die Tuffwände und Tuffkegel gegrabenen Wohnungen, Klosteranlagen, Kirchen und Burgen, wenn auch nicht unbedingt optimal, so doch dank mancher Restaurierungsmaßnahmen beachtenswert, und viele der touristisch erschlossenen Stätten und auch der im Verborgenen schlummernden sind fraglos besuchenswert.

### Bildungsprozesse

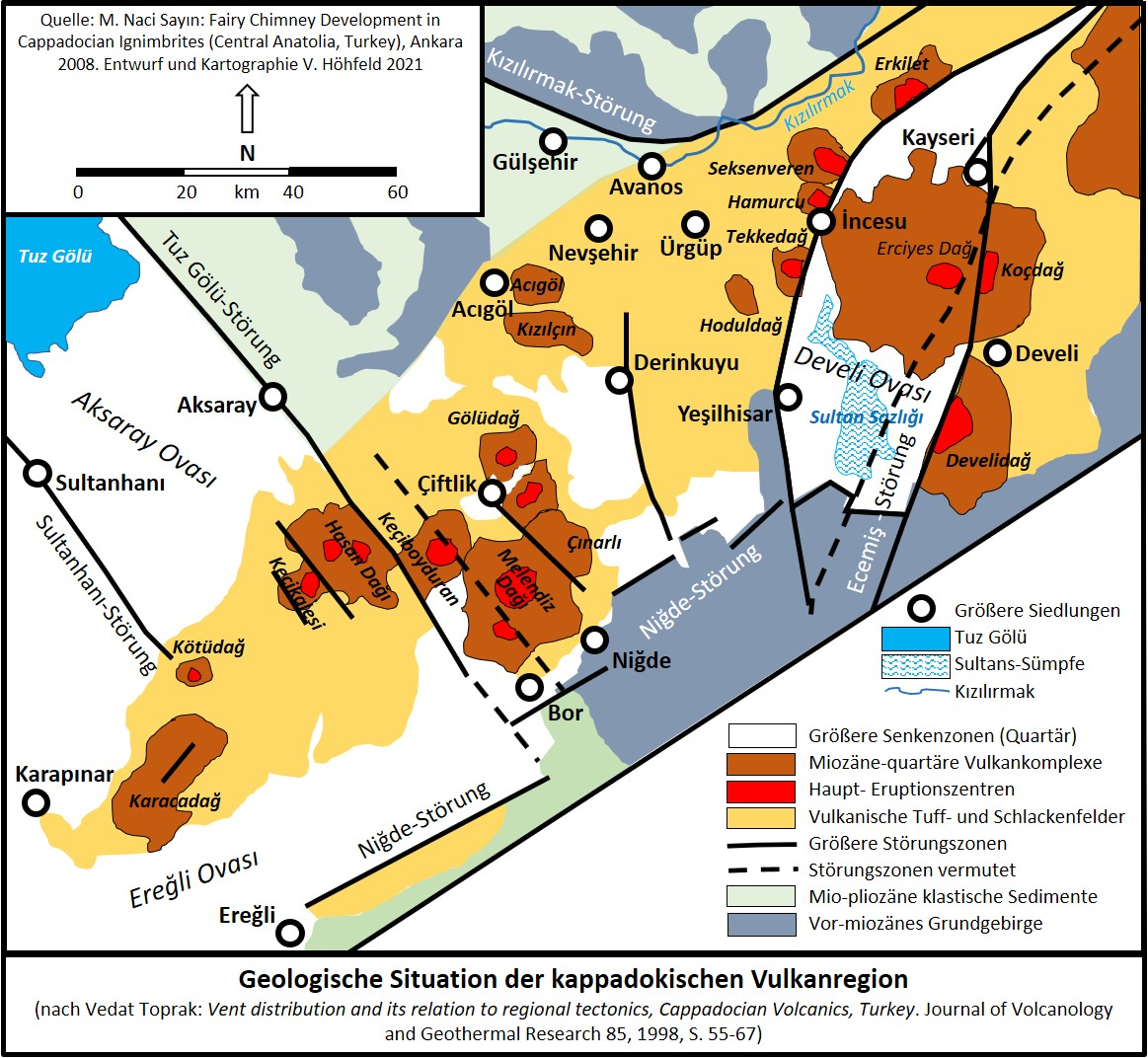
Während das vor-vulkanische Fundament Kappadokiens hauptsächlich aus Graniten und Gabbros der Kreidezeit und Metamorphiten des zentralanatolischen Kristallin-Komplexes (Kırşehir-Massiv) besteht, bildeten sich seine vulkanischen Auflagen aus zahlreichen großvolumigen Ignimbrit-Lagerstätten, quartären Stratovulkanen und monogenen Zentren.

Die Entwicklung der rezenten kappadokischen Tufflandschaften ist ein sehr vielschichtiger Prozess, der während der letzten Subduktionsphase der Neotethys in Anatolien vor etwa 10 Mio. Jahren begann und aus der vom späten Miozän bis zum Pleistozän eine Vielzahl von Vulkansystemen entstand, hauptsächlich als eine Abfolge von Ignimbritströmen und mehreren langlebigen quartären hoch aufragenden Vulkanriesen. Die Konvergenz des afro-arabischen Kontinents mit der eurasischen Platte seit dem späten Miozän ist für die Entstehung dieser weit verbreiteten und intensiven vulkanischen Aktivität in Kappadokien verantwortlich.

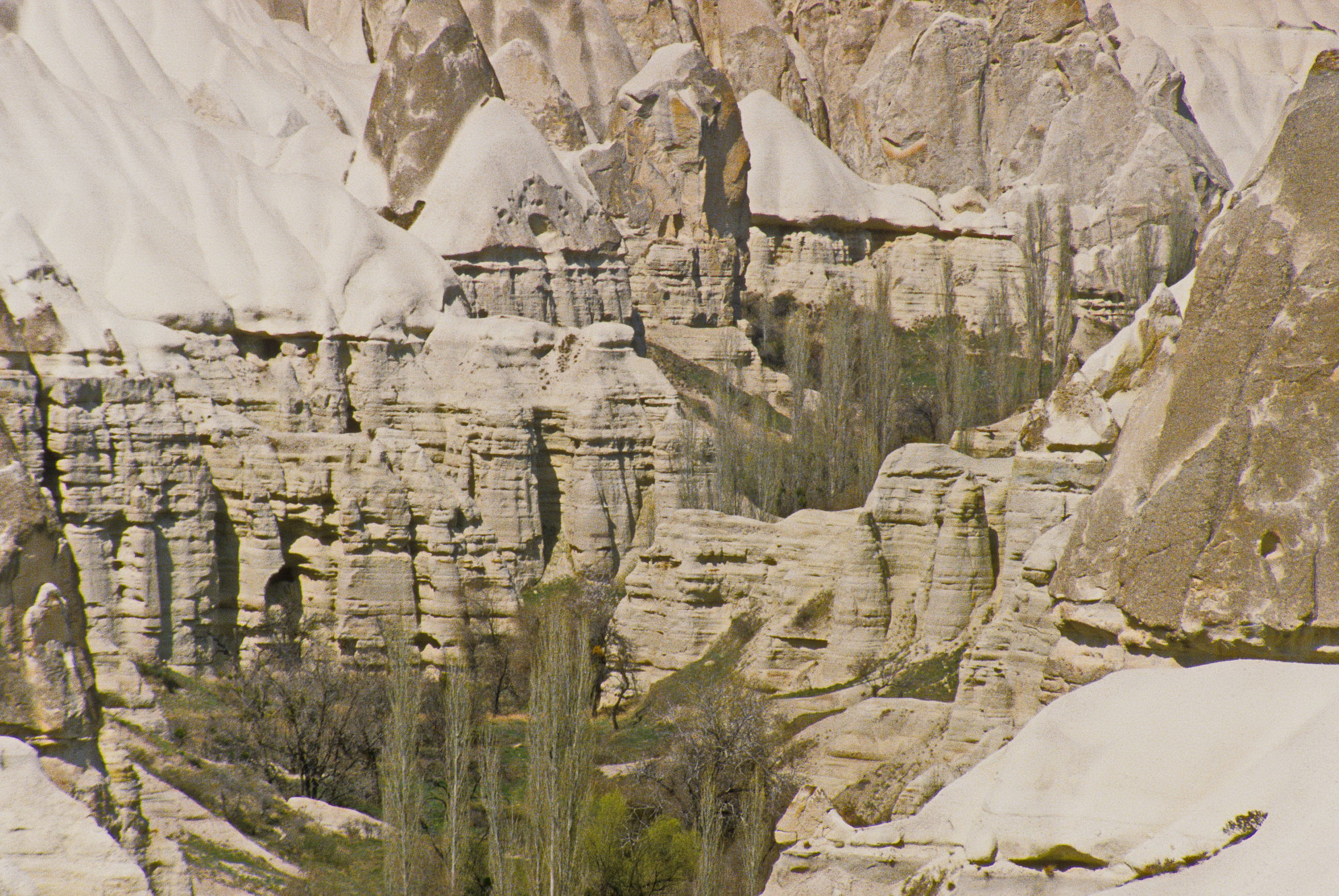
Seit Beginn des Miozäns entstanden auf den Graniten des Grundgebirges Kappadokiens allein 38 vulkanische Sedimentschichten unterschiedlicher morphologischer Resistenz, die man an den verschiedenen Steilwandstrukturen gut erkennen kann.

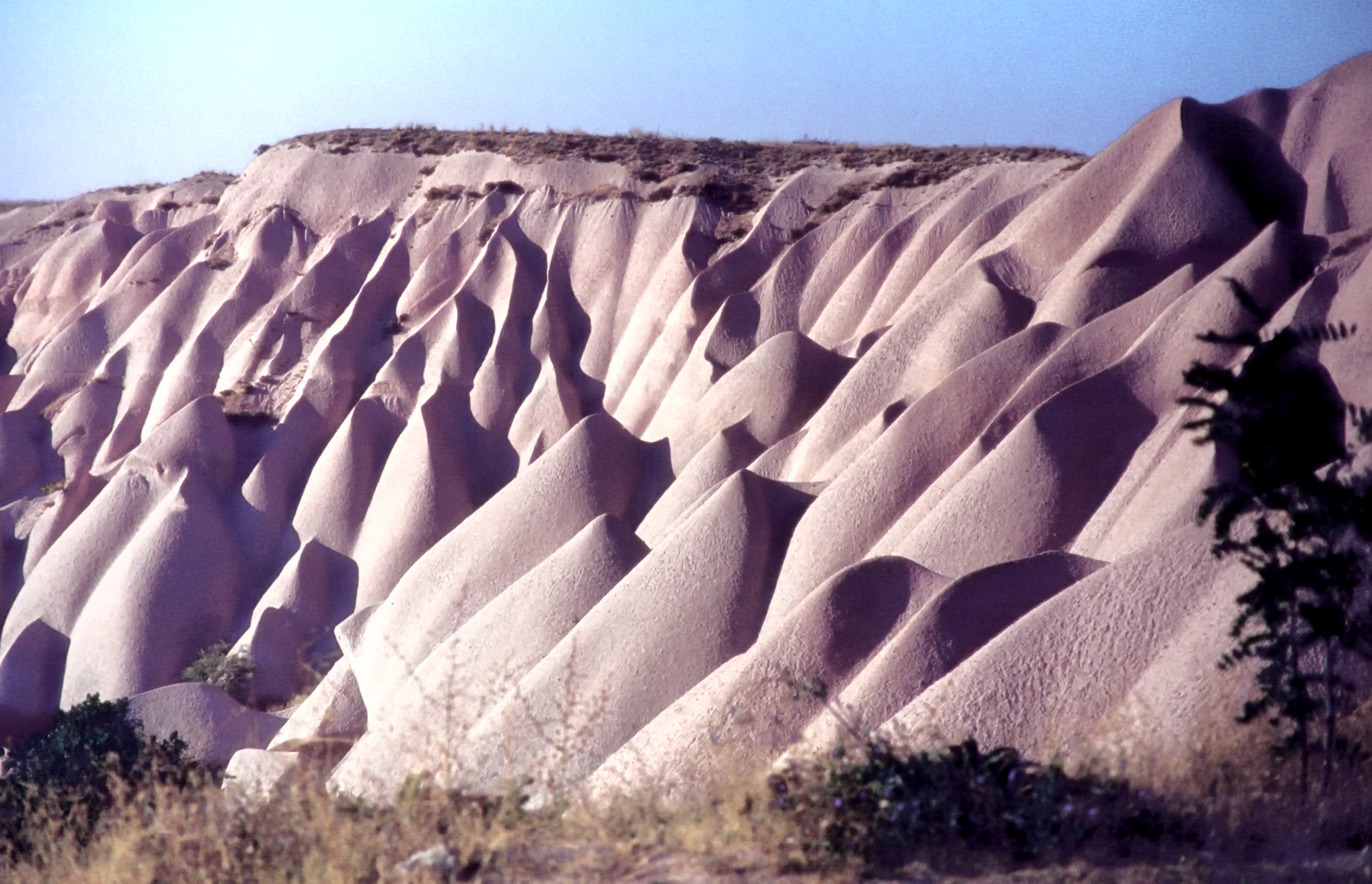
Durch die Tieferlegung der Abflussbahnen (Kızılırmak) kam es mit Zerschneidung des plateauartigen Ausgangsreliefs an den Talhängen Kappadokiens zu einer intensiven linienhaften Zerschneidung (Rinnenerosion) durch seitlich zufließende Gewässer, was bis zur Gegenwart anhält.

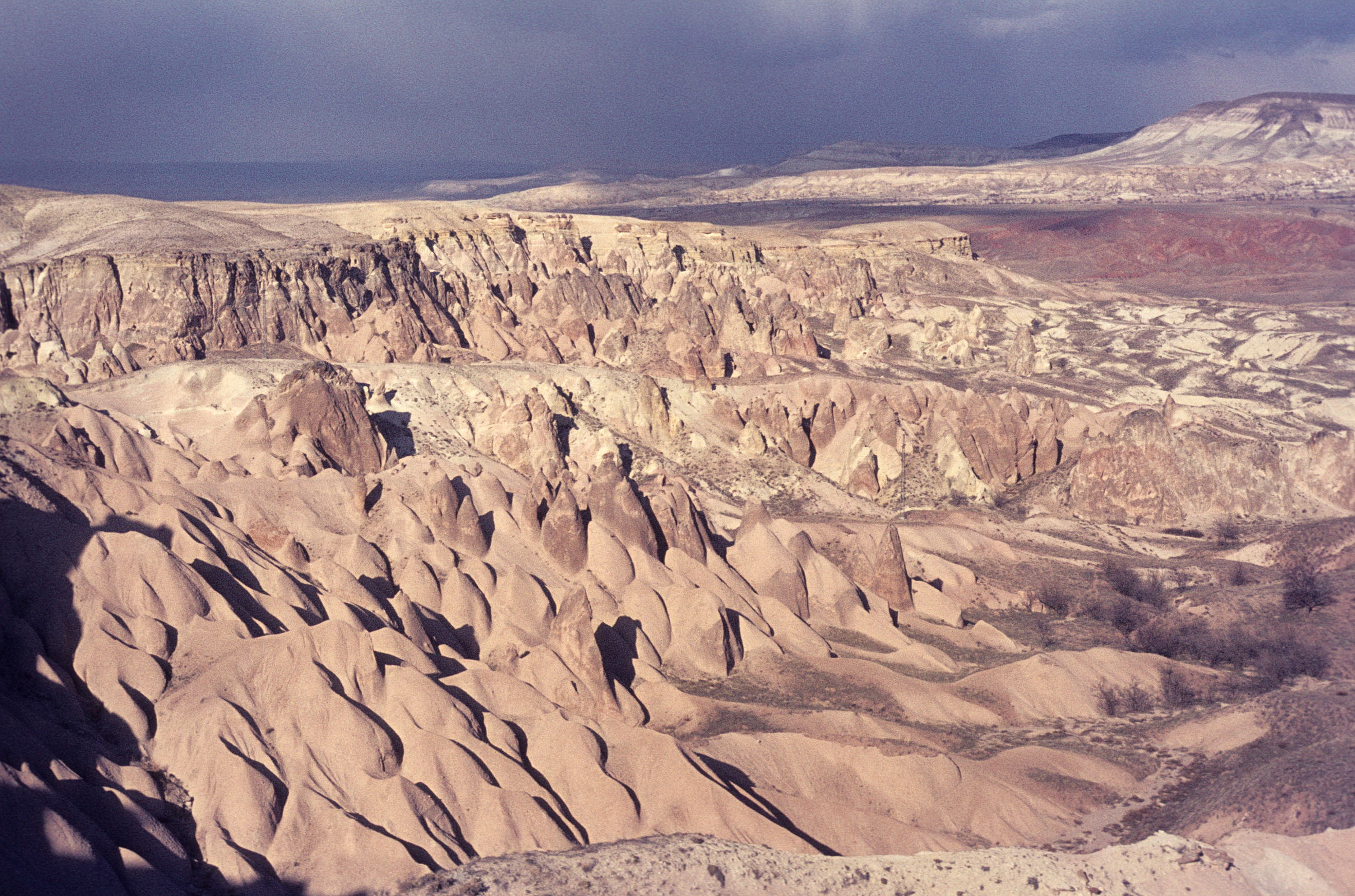
Die Zerschneidung des Tuffs zerlegt den Hang zunächst in Rippen, wobei von den seitlich zum Tal entstandenen Kerben schließlich wiederum eine seitliche Zerschneidung dieser Rippen ausgeht.

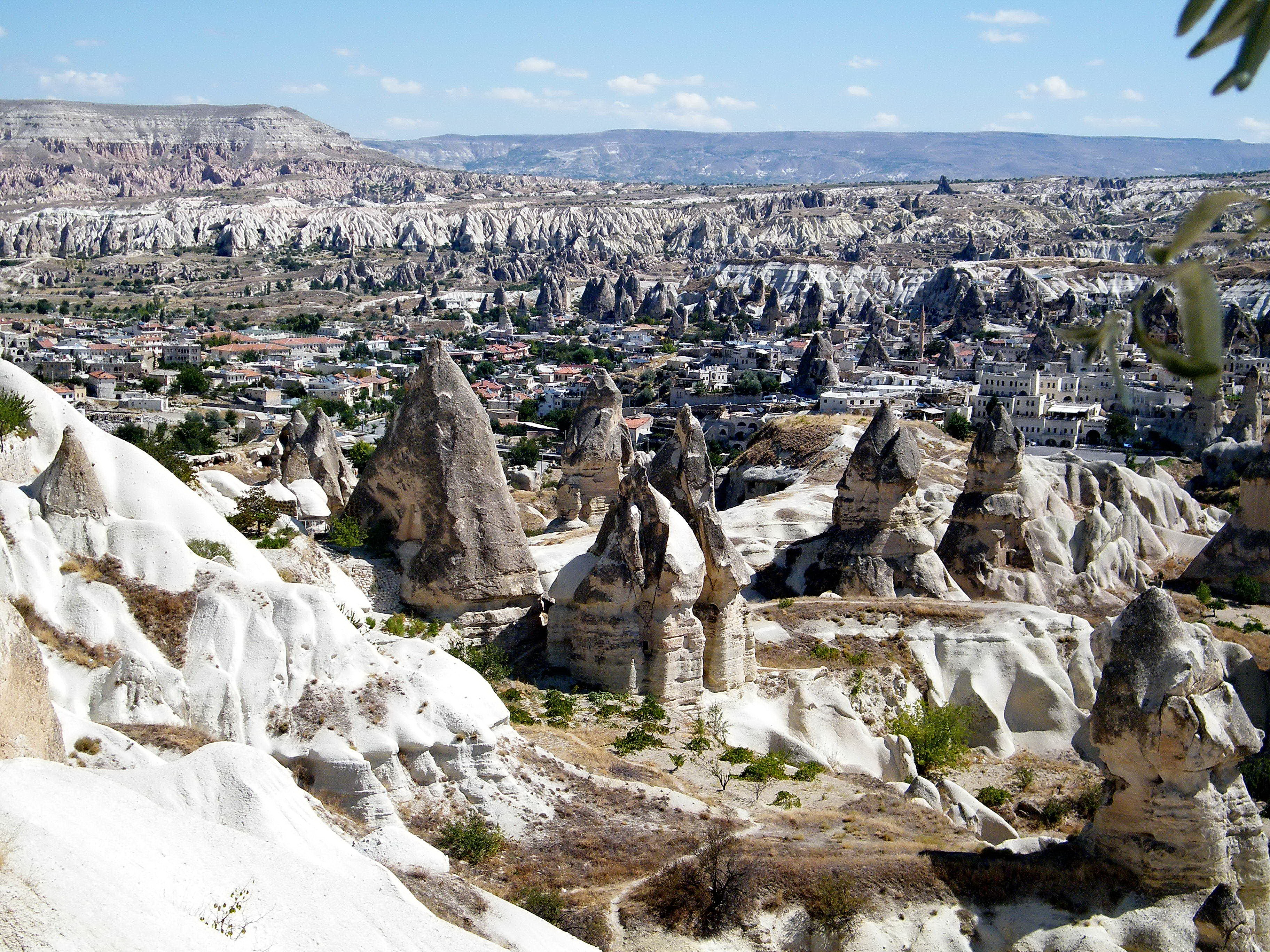
Letztendlich werden die Tuffpakete in freistehende Türme zerlegt – in die kappadokischen Tuffkegel. In diese z. T. „dickbäuchigen“ Kegel und die steilwandigen Plateauabbrüche grub die Bevölkerung ihre Troglodyten-Behausungen, wie etwa im Tal von Avcılar (seit den 1980er Jahren Göreme).

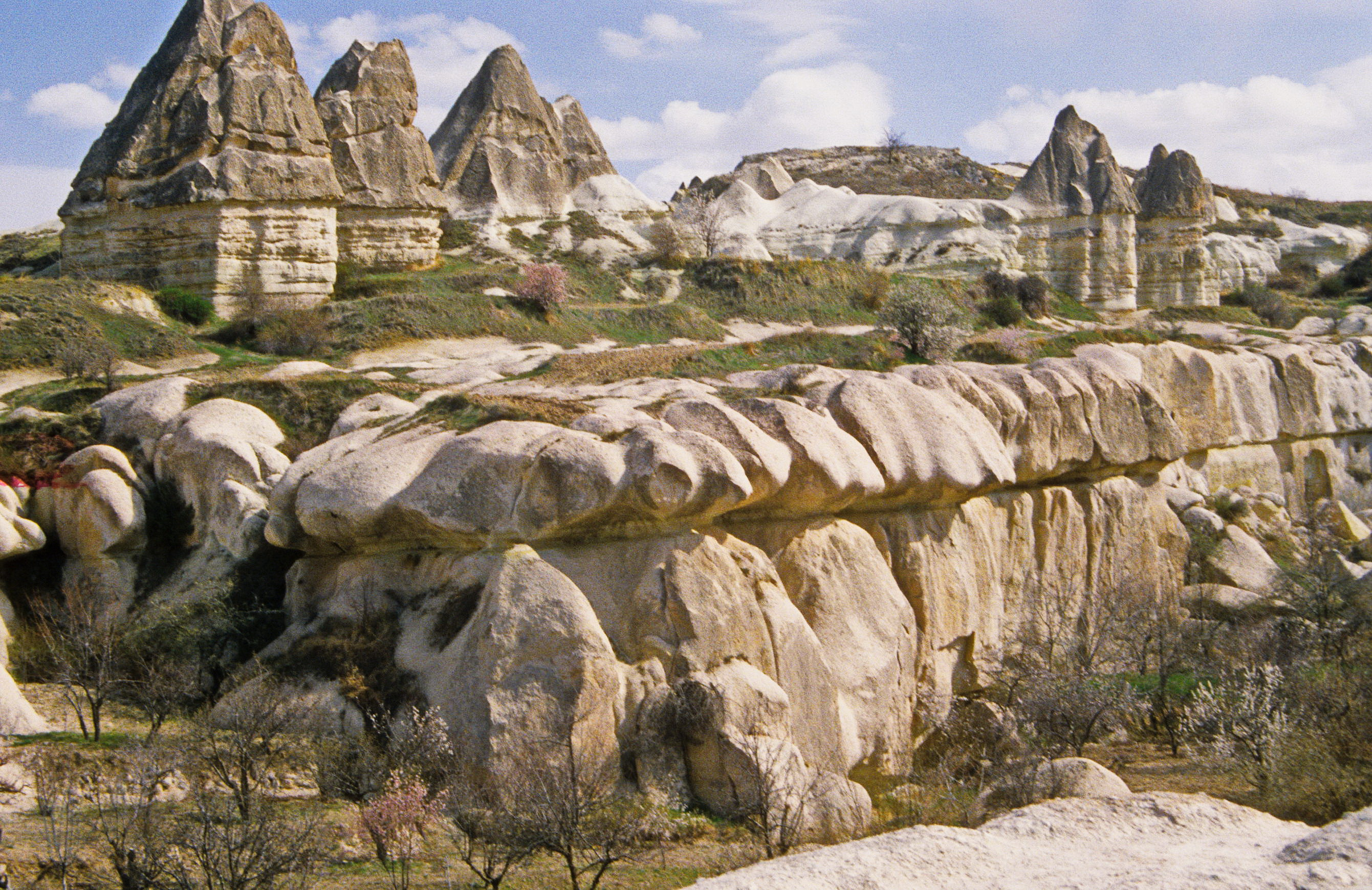
Die Tuffkegel Kappadokiens sind somit Bestandteile einer geomorphologischen Formenreihe. Diese Formenreihe hat als Ausgangsrelief ein Paket wechsellagernder Tuffschichten unterschiedlicher Resistenz, die von einer mehr oder weniger waagerechten Abtragungsfläche gekappt werden. Dort setzt die etagenhafte Erosion ihre Zerschneidungs-Arbeit fort, während die Reste der bereits in Kegel zerlegten höheren Erosionsfläche noch zu sehen sind.

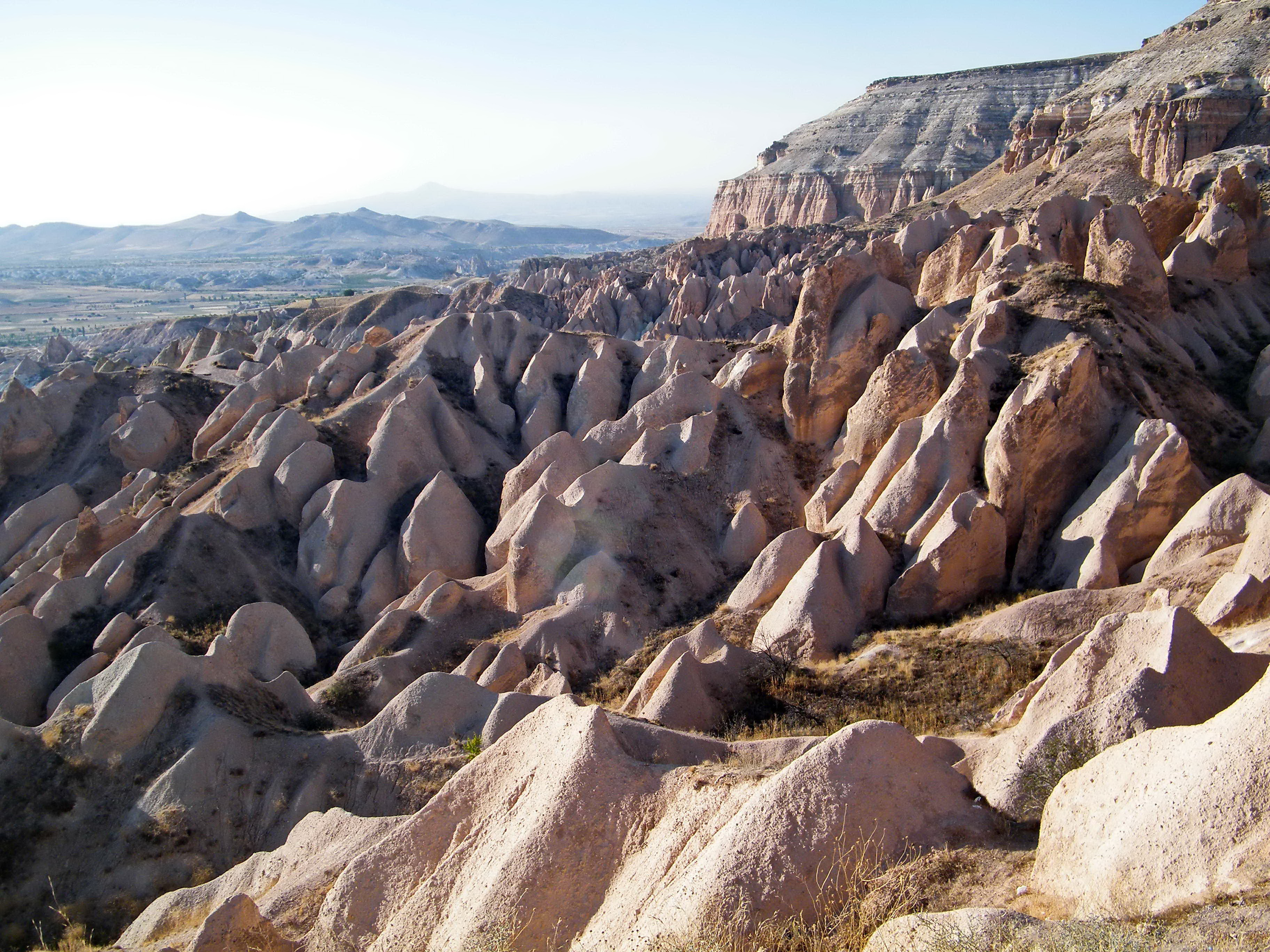
Nach ihrer Abtrennung vom Hang unterliegen die Tuffkegel weiterhin Abtragungsprozessen, die letztendlich zu einer Zerstörung der Kegel und zur Rückverlegung des dahinter aufragenden Hanges führen und damit auch zur Zerstörung von in die Tuffwände eingegrabenen Höhlenwohnungen.

Während das vor-vulkanische Fundament dieser „Zentralanatolischen Vulkanprovinz“ (ZAVP; engl. „Central Anatolian Volcanic Province“ = CAVP) aus plutonischen Gesteinen (hauptsächlich Granite und Gabbros) der Kreidezeit und Metamorphiten des zentralanatolischen Kristallin-Komplexes (Kırşehir-Massiv) besteht, bildeten sich seine vulkanischen Auflagen aus zahlreichen großvolumigen Ignimbrit-Lagerstätten, quartären Stratovulkanen und monogenen Zentren. Allein 38 vulkanische Sedimentschichten entstanden seit Beginn des Miozäns z. B. auf den kreidezeitlichen Graniten am Acıgöl bei Nevşehir, darunter 10 Ignimbritlagen, 2 Rhyolithsequenzen, 2 Basaltschichten, 1 Andesitfazies und 3 Lavaablagerungen unterschiedlichster Stärke. Die Grundlage für die Entwicklung dieser Landschaft geht auf das späte Miozän zurück, als Vulkane pyroklastische Ablagerungen als dicke und bunte Ignimbrite-Schichten auf einer Fläche von etwa 20.000 km² ausbreiteten. Der Vulkanismus dort dauerte mehrere Millionen Jahre, und die weitere Entwicklung begann zunächst mit nahezu horizontalen Vulkanit-Plateaus, die entlang von Abkühlungsfrakturen zerlegt wurden, wo sich dann Erosionsrinnen bildeten. Diese unterschiedlichen Ignimbrit-Schichten haben eine oft sehr unterschiedliche Erosions-Anfälligkeit: Geomorphologisch weichere Vulkanite sind leichter zu erodieren als die härteren Ignimbrite oder Basalte. Durch die Tieferlegung der Abflussbahnen zum Vorfluter Kızılırmak kam es zur Zerschneidung des Ausgangsreliefs, und in den Haupttälern entstanden bei einer klimatisch bedingten phasenhaften Eintiefung erste Erosionsterrassen. Die Hänge der Täler unterlagen ihrerseits einer intensiven linienhaften Zerschneidung (Rinnenerosion) durch seitlich zufließende Gewässer, was bis zur Gegenwart gilt. Die Zerschneidung des Tuffs wird auch gegenwärtig gefördert durch die (morphologische) Weichheit mancher Gesteinsformationen und ihre Wasserundurchlässigkeit. Sie zerlegt den Hang zunächst in Rippen, wobei die „Engständigkeit“ der Rippen bzw. der Erosionsrinnen mit der klimatisch bedingten Vegetationsarmut zusammenhängt. Von den seitlich zum Tal entstandenen Kerben geht schließlich wiederum eine seitliche Zerschneidung dieser Rippen aus, die diese damit in freistehende Türme zerlegt – in die erdpyramiden-artigen, kappadokischen Tuffkegel. In diese z. T. „dickbäuchigen“ Kegel und die steilwandigen Plateauabbrüche grub die Bevölkerung ihre Troglodyten-Behausungen, wie etwa im Tal von Avcılar (seit den 1980er Jahren Göreme) oder in Zelve.
Tuffkegel („Tuffpyramiden“) sind somit Bestandteile einer geomorphologischen Formenreihe. Diese Formenreihe hat als Ausgangsrelief ein Paket wechsellagernder Tuffschichten unterschiedlicher Resistenz, die von einer mehr oder weniger waagerechten Abtragungsfläche diskordant gekappt werden. Mit der Tieferlegung des Vorfluters, in diesem Fall des Kızılırmak, ist zwangsläufig eine Eintiefung aller Abflussbahnen verbunden, die zu diesem Vorfluter hin entwässern und dabei im „standfesten“ Tuff Plateaus mit steilen, oft senkrechten Abbrüchen hinterlassen.

### Erosionsprozesse
Nach ihrer Abtrennung vom Hang unterliegen die Tuffkegel weiterhin Abtragungsprozessen, die letztendlich zu einer Zerstörung der Kegel und zur Rückverlegung des dahinter aufragenden Hanges führen und damit auch zur Zerstörung von in die Tuffwände eingegrabenen Höhlenwohnungen. Dabei sind die Tuff- und Tuffkegelwände zunächst noch vergleichsweise stabil (standfest), da an der Außenhaut eine chemische Verwitterung einsetzt, die zunächst zur Bildung einer schützenden Eisen-Mangankruste führt, da geringe Wassermengen die im Tuff enthaltene Eisen- und Manganspuren lösen, die mit kapillarem Aufstieg und Verdunstung an der Oberfläche als Kruste zurückbleiben. Diese Krusten sind allerdings relativ kurzlebig. Mechanische Verwitterung und Abspülung an der Oberfläche führen zum Abplatzen der Kruste.

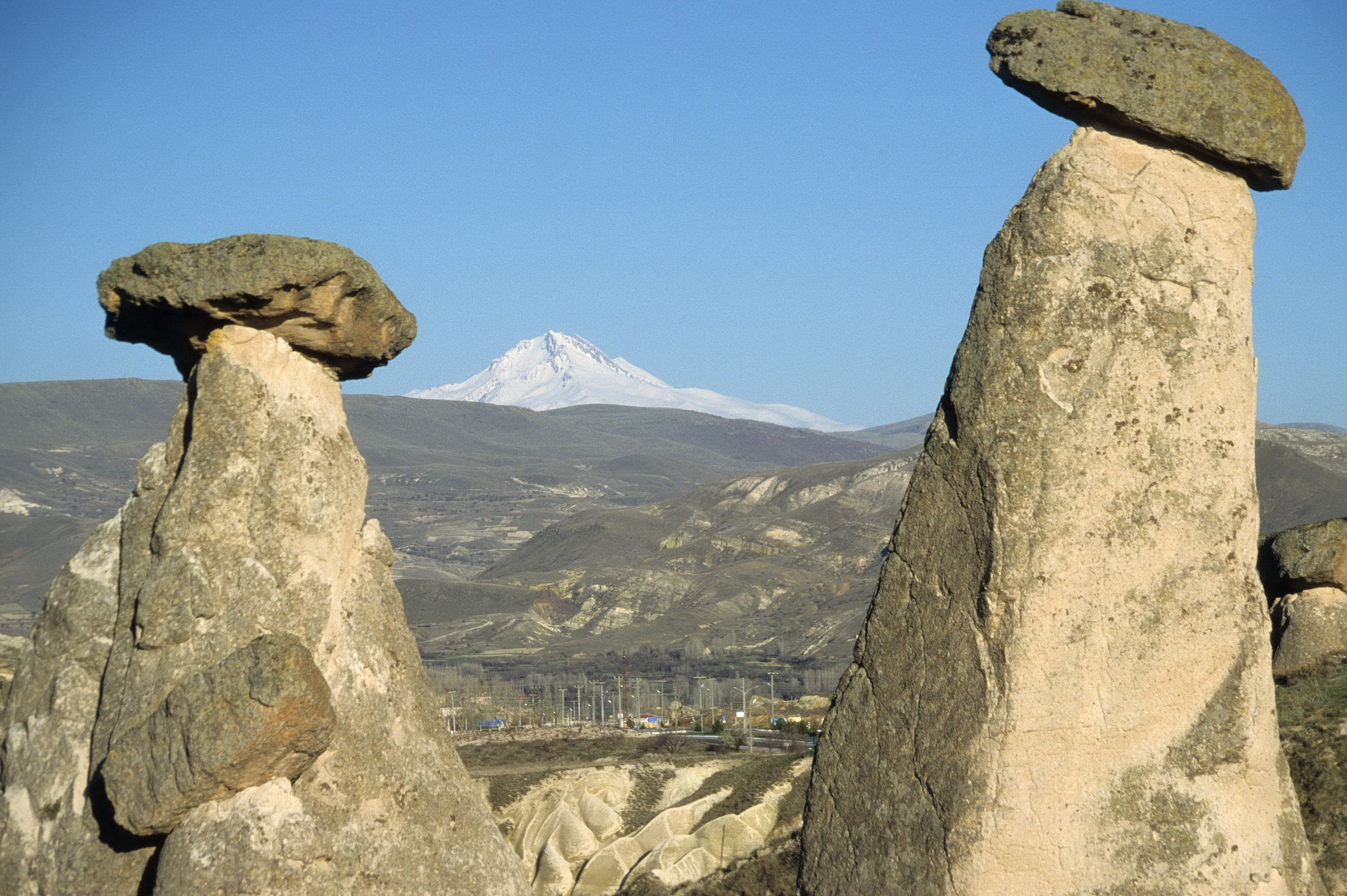
Sogenannte „Decksteine“ (Kappen, Hüte) auf den Tuffkegeln, wie hier bei Ürgüp, spielen bei der Erosion eine schützende Rolle: Vulkanische Agglomerate enthalten vulkanische Bomben. Aus diesen in den Tuffen eingeschlossenen härteren Gesteinsteilen können sich mit der Erosion schützende Deckel über den darunterliegenden weicheren Tuffsedimenten bilden. Im Hintergrund der Stratovulkan Erciyes Dağı.

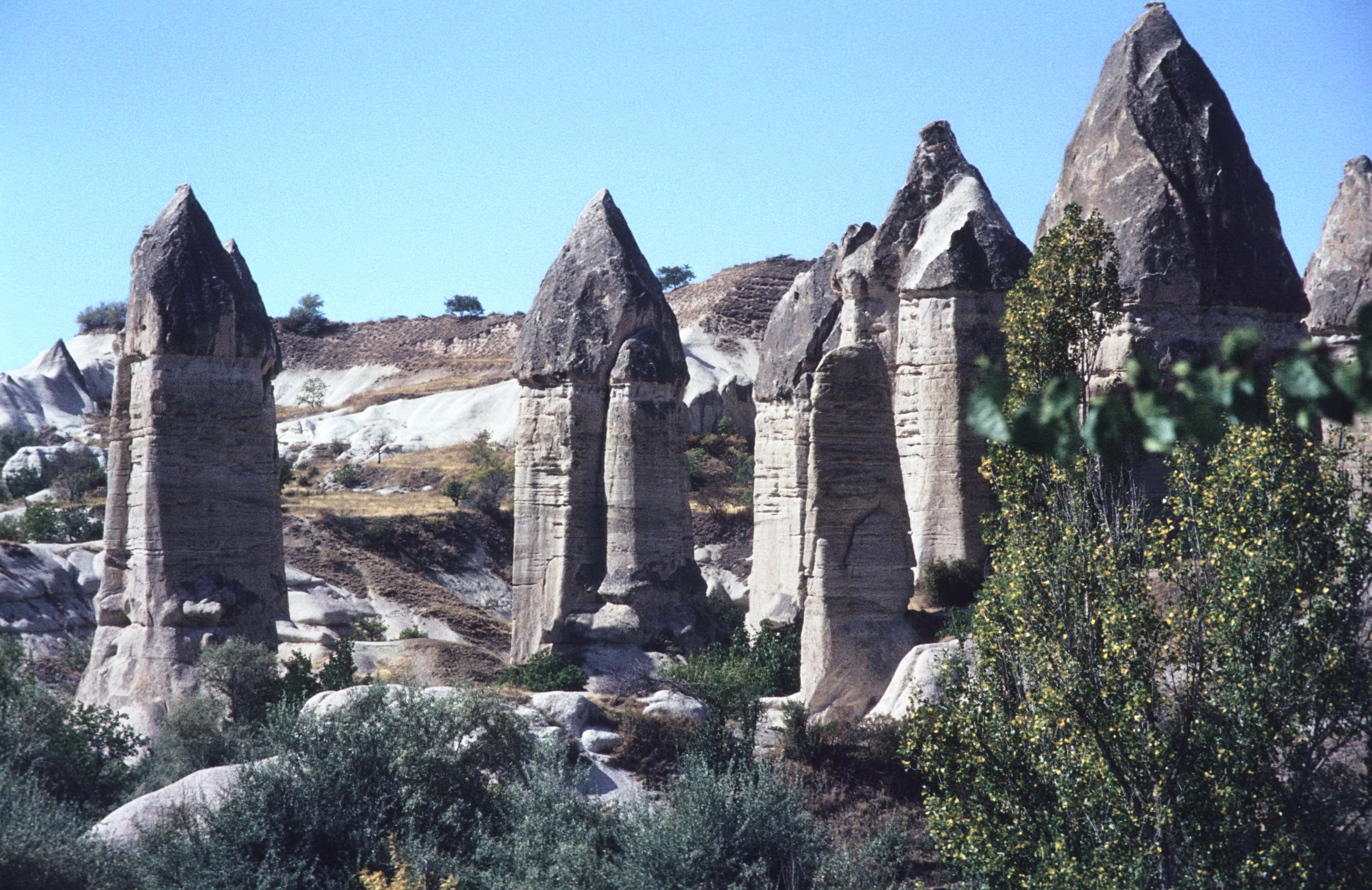
Zumeist aber entstehen solche „Kappen, Mützen“ eher als Rest einer morphologisch resistenteren, höher gelegenen Tuffschicht (z. B. Basalttuff), deren Schichtverläufe man oft bis zur dahinterliegenden Steilwand verfolgen kann.

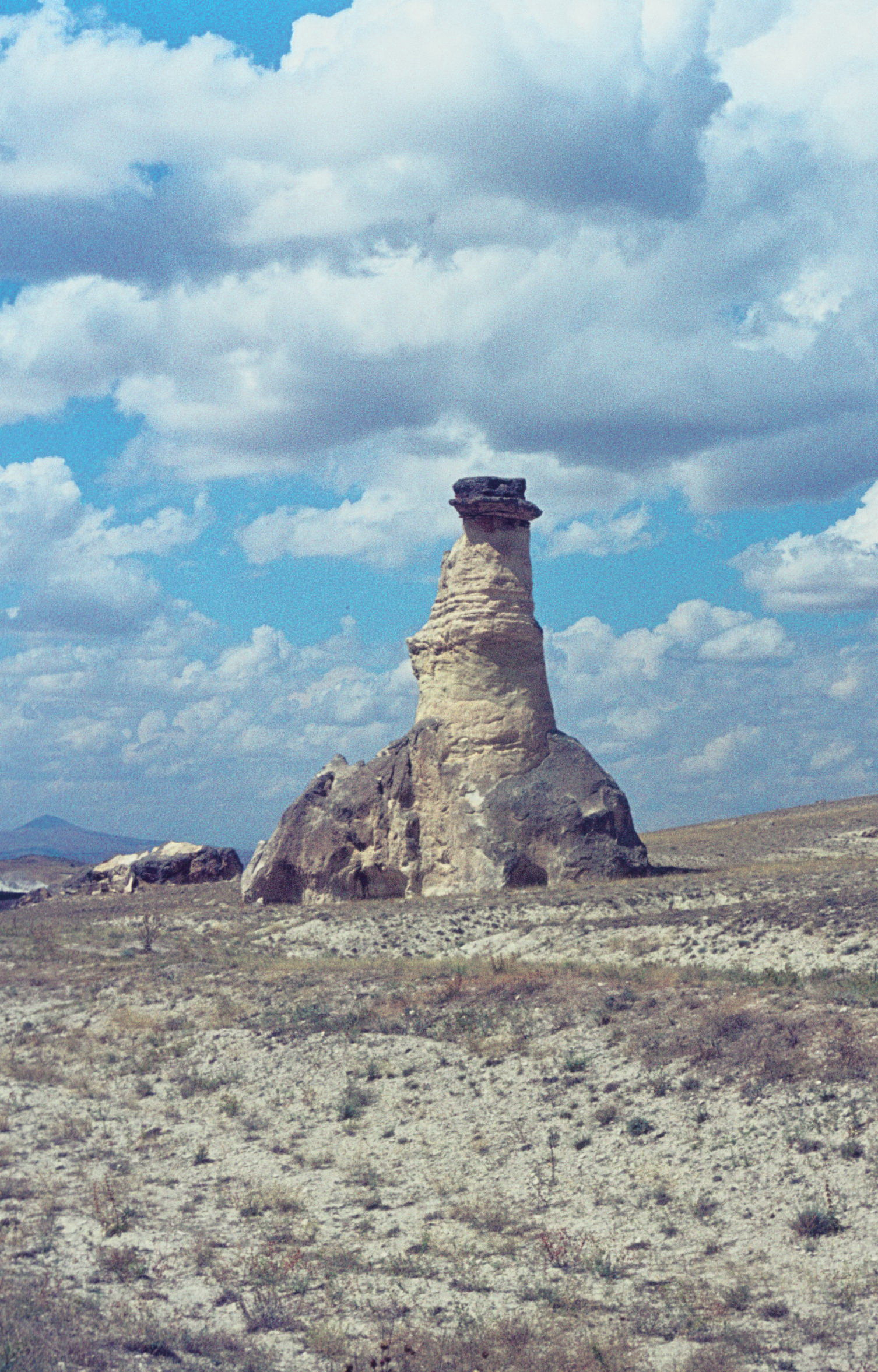
Bis auf einen einzigen, markant die Landschaft beherrschenden Tuffkegel wurden die „Lieferschichten“ südlich von Avanos von der Erosion bereits planiert.

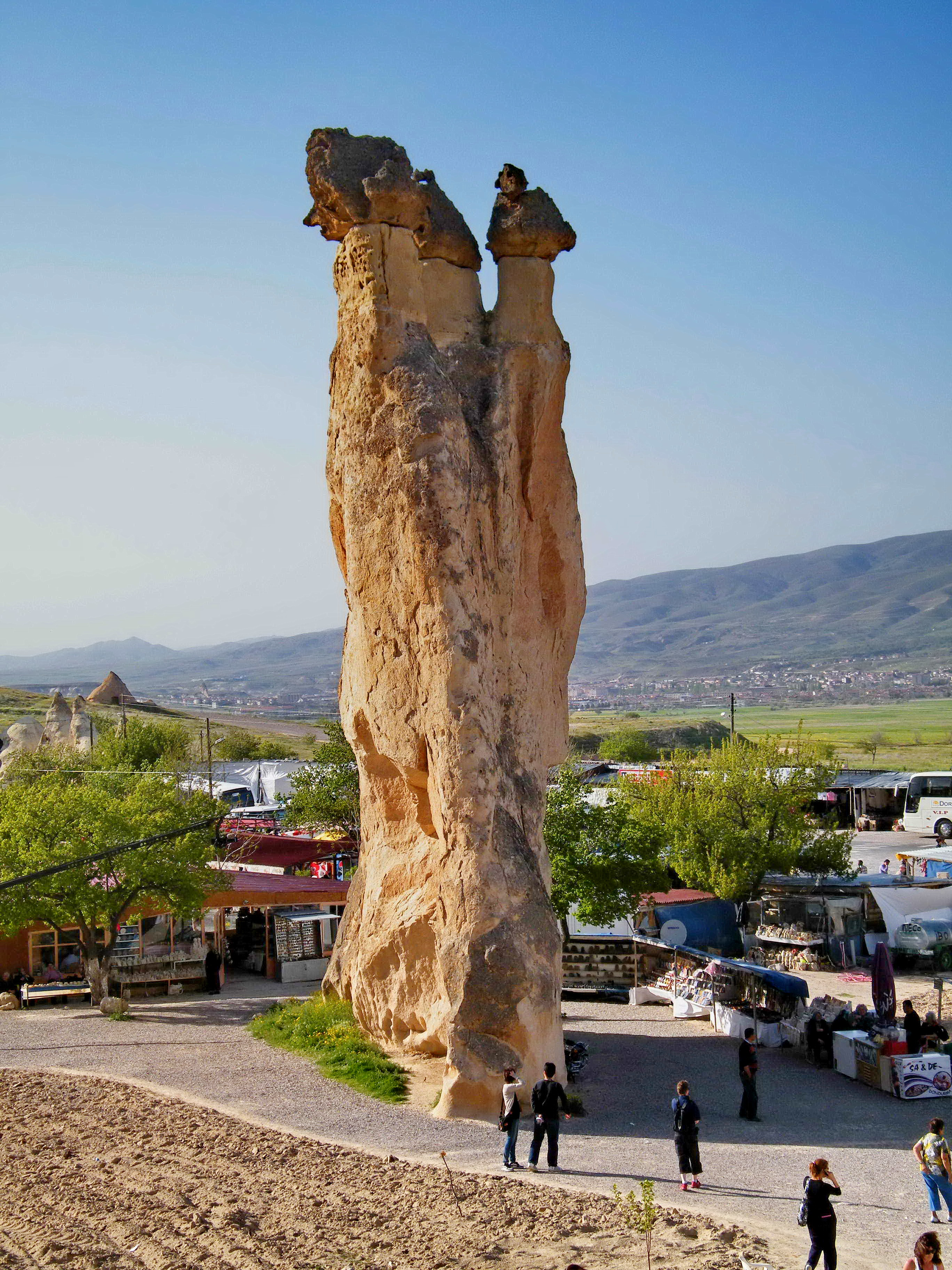
Ein ähnliches Relikt einer fast völlig erodierten Schichtenfolge, hier in Paşabağlar bei Zelve, wurde durch die Erosion bereits in zwei Teile gespalten.

Sogenannte „Decksteine“ (Kappen, Hüte) spielen bei der Erosion ebenfalls eine schützende Rolle: Vulkanische Agglomerate z. B. bestehen zu mindestens 75 % aus vulkanischen Bomben. Aus diesen in den Tuffen eingeschlossenen härteren Gesteinsteilen können sich mit der Erosion schützende Deckel über den darunterliegenden weicheren Tuffsedimenten bilden. Meist aber entstehen solche „Kappen“ eher als Rest einer morphologisch resistenteren, höher gelegenen Tuffschicht (z. B. Basalttuff, Ignimbrit, Schweißtuff), deren Schichtverläufe man oft bis zur dahinterliegenden Steilwand verfolgen kann. Derartige „Pseudodecksteine“ sind allerdings zur Entstehung sowie zur Erhaltung der Formen letztendlich bedeutungslos, da sie das darunterliegende Material nur bedingt und kurzzeitig vor der Erosion schützen. Weit stärker als die chemische Verwitterung arbeitet die Unterschneidung der Hänge und Kegel durch fließendes Wasser, z. B. bei Starkregen, bringt diese zum Einsturz und lagert das Versturzmaterial am Hangfuß von Wand und Kegel ab. Wenn die Tuffkegel isoliert sind, spielen diese „Kappen“ zunächst noch eine Rolle bei der Verlangsamung der weiteren Erosion weicherer Schichten. Wenn die Kappen schließlich herunterfallen oder vollständig erodieren, werden die weichen Hälse der Kegel schnell zerstört.
Aufgrund unterschiedlicher Ignimbrit-Schichten ergeben sich dabei allerdings auch unterschiedliche Erosionsbeständigkeiten. Im Zusammenhang mit der Bildung und Zerstörung der Tuffkegel wurden Erosionsraten des Tuffgesteins im Zusammenhang mit drei Entwicklungsstadien bestimmt: in ein „Plateau-Stadium“, ein „Kegel-Stadium“ und ein „Zerfalls-Stadium“. Die Forschungsergebnisse zeigen, dass die Plateaus mit einer sehr geringen Geschwindigkeit zwischen etwa 0,6 cm und 1 cm pro 1000 Jahren erodieren. Mit der Zerschneidung des Plateaus erhöht sich die Erosionsrate auf etwa 4–5 cm/1000 Jahre. Die Decksteine von Tuffkegeln zeigen Erosionsraten zwischen 3 cm und 3,5 cm pro 1000 Jahren. Sobald die Tuffkegel durch Erosion zerstört sind, steigen die Erosionsraten deutlich auf 28–38 cm/1000 Jahre. Die Bildung und Zerstörung der Tuffkegel wird durch Abstand, Streichen und Einfallen von geologischen Diskontinuitäten (Risse, Fugen, Spalten, Störungen) gesteuert, die ursprünglich aufgrund thermischer Belastung entstanden, sowie von Materialeigenschaften kappadokischer Tuffe (z. B. Porendurchmesser, Sättigungskoeffizienten, Nass-Trocken-Festigkeitsverhältnis und statische Gesteinsbeständigkeit). Die Tuffkegelbildung ist an Plateauflanken mit horizontalen Schichtpaketen weniger auffällig, wird aber in Bereichen mit zunehmendem Neigungswinkel deutlicher.

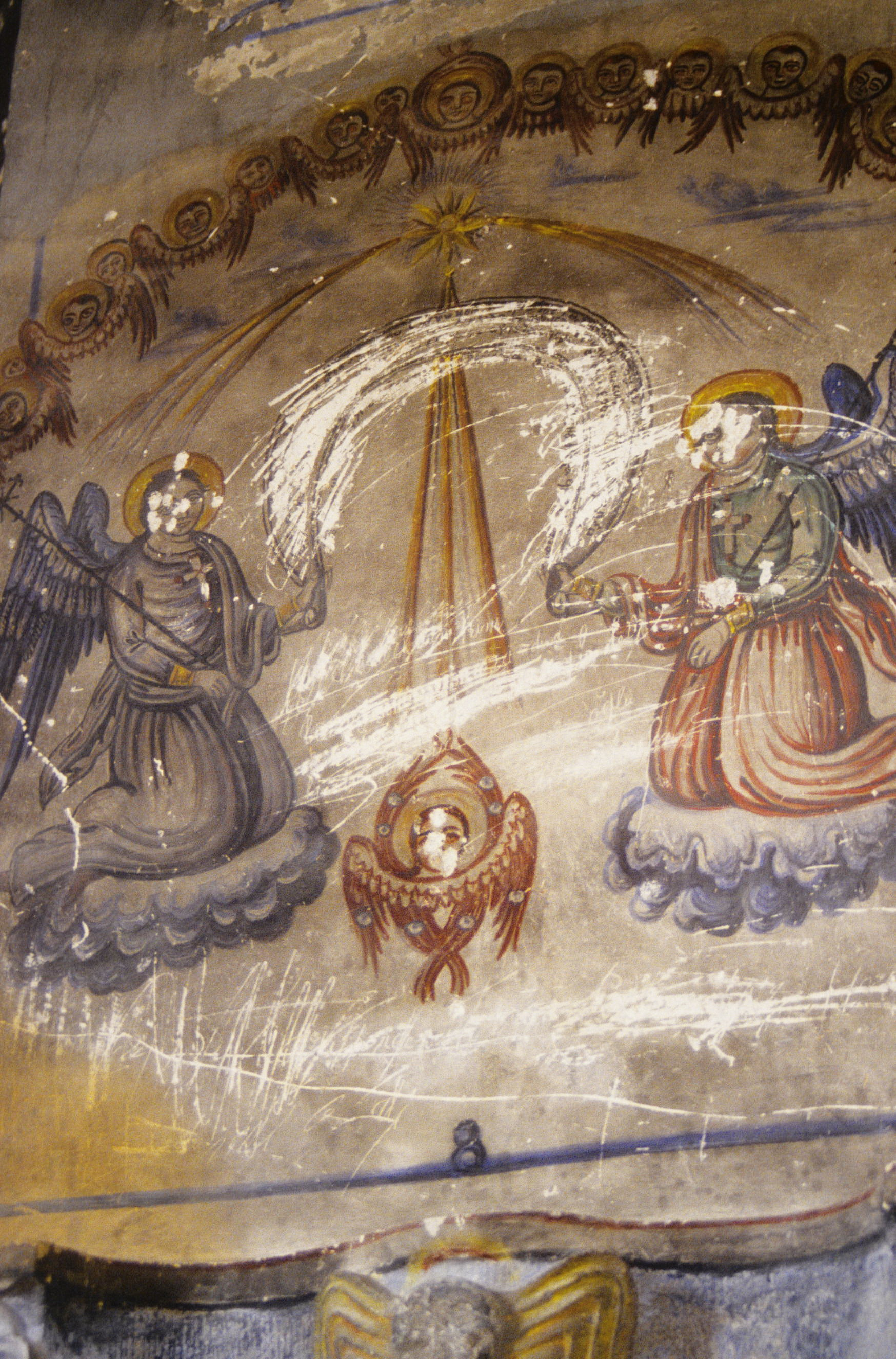
Nicht selten ergeben sich Zerstörungen wertvoller Kulturrelikte durch menschliche Aktivitäten, wie Wüstfallen, Tourismus, Luftverschmutzung, Verkehr und nicht zuletzt durch Vandalismus, wie hier in der alten griechischen Kirche in Derinkuyu.

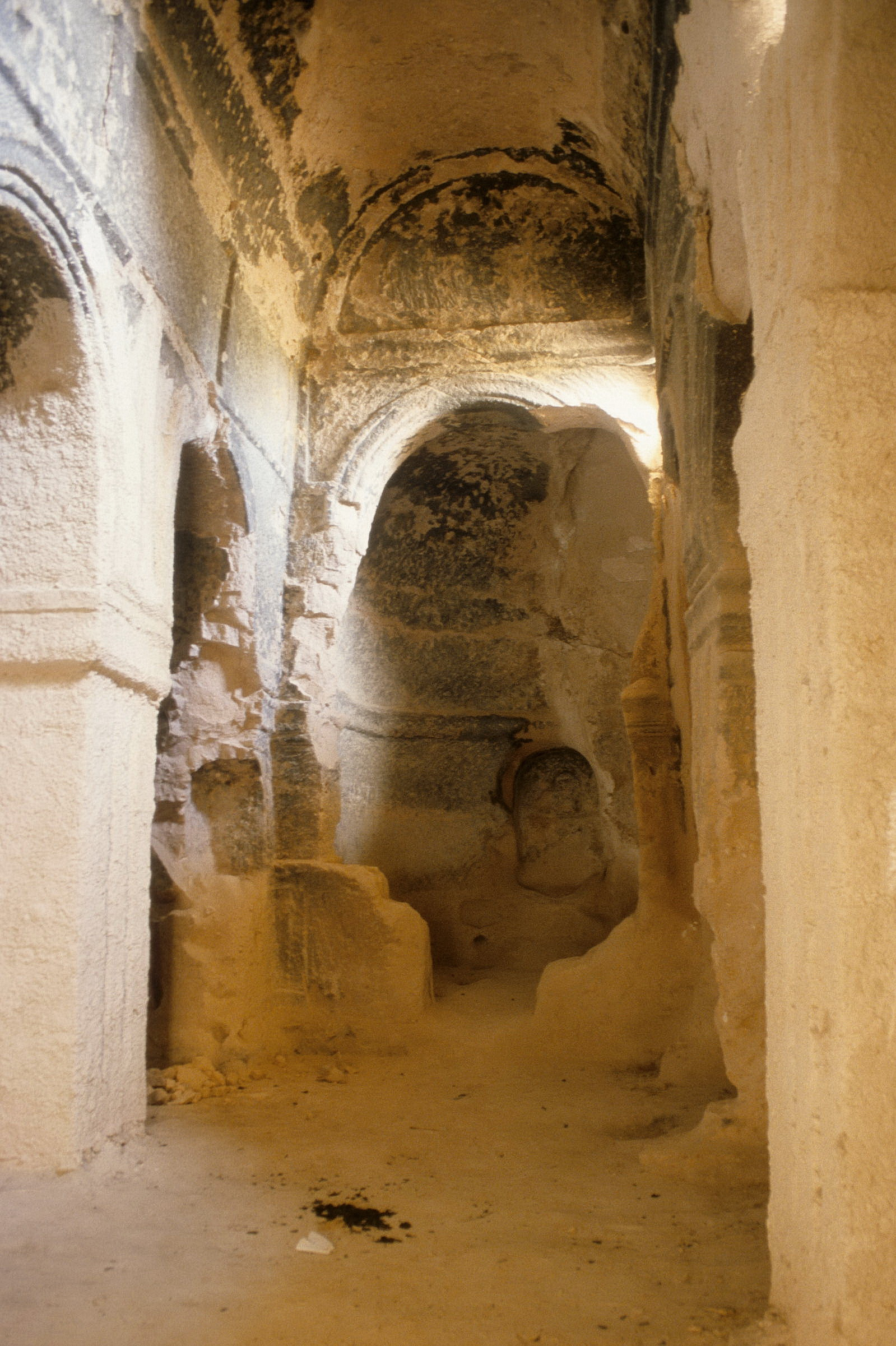
Eingestürzte Wandteile, abgeplatzte Deckenteile, menschliche Hinterlassenschaften und stark beschädigte Freskenreste, wie hier in der Kirche des Belha Manastırı (Belha-Kloster), sind typische Verfalls- und Vandalismuserscheinungen in manchen kappadokischen unterirdischen Kirchen- und Klosteranlagen.

Neben Zerstörungs-Faktoren, die durch menschliche Aktivitäten verursacht werden, wie Wüstfallen, Tourismus, Vandalismus, Luftverschmutzung, Verkehr und auch Reparaturen, lassen sich durch natürliche Faktoren bedingte Zerstörungen an Tuffkegeln und Höhlenwohnungen in drei Kategorien einteilen: physikalische, chemische und biologische, wobei biologische Faktoren eher seltener zum Tragen kommen. Das wohl eindrucksvollste Beispiel einer durch Erosion zerstörten Höhlensiedlung ist fraglos die Burgsiedlung von Uçhisar. Manche der Höhlensiedlungen Kappadokiens, so z. B. in Zelve, Ürgüp und Uçhisar, waren noch bis in die 1960er Jahre bewohnt und wurden trotz stetigen Verfalls auch später noch durch provisorisch eingezogene Schutzwände als Lagerräume „stabilisiert“.

#### Natürlicher Zerfall (physikalisch)
Viele Zerstörungen werden durch die innere Struktur des Materials sowie aufgrund von Verwerfungen und Brüchen/Rissen verursacht. Die Tuffite sind wenig verdichtet und können zerbröckeln. Darüber hinaus quellen Tuffe aufgrund ihres Tongehaltes durch die Aufnahme von Wasser in der Regenzeit. Tuffe haben zwar hohe Porosität und daher geringes Gewicht, sind aber sehr empfindlich gegenüber atmosphärischen Einflüssen.

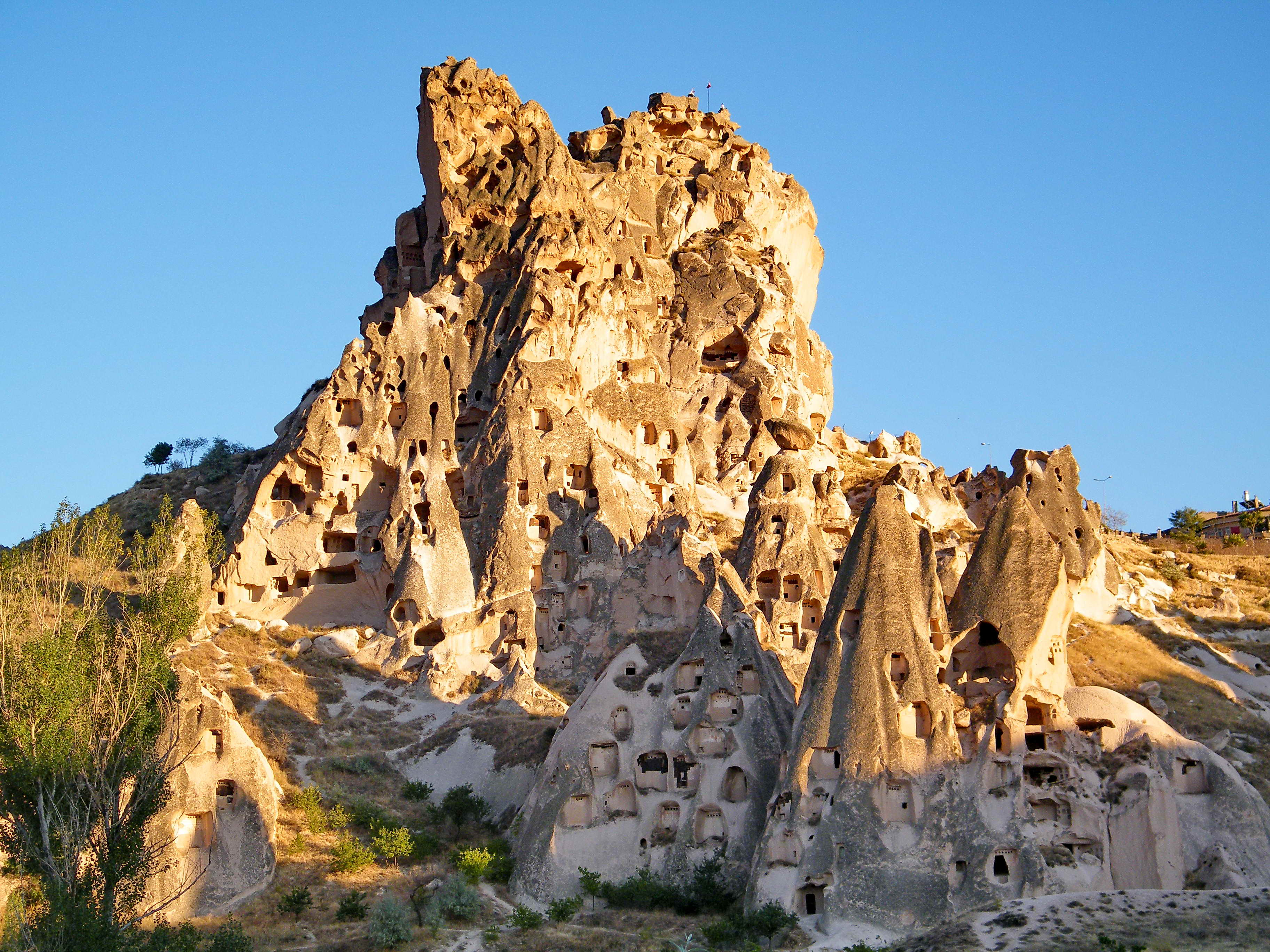
Das eindrucksvollste Beispiel einer durch Erosion zerstörten Höhlensiedlung ist fraglos die Burgsiedlung von Uçhisar.

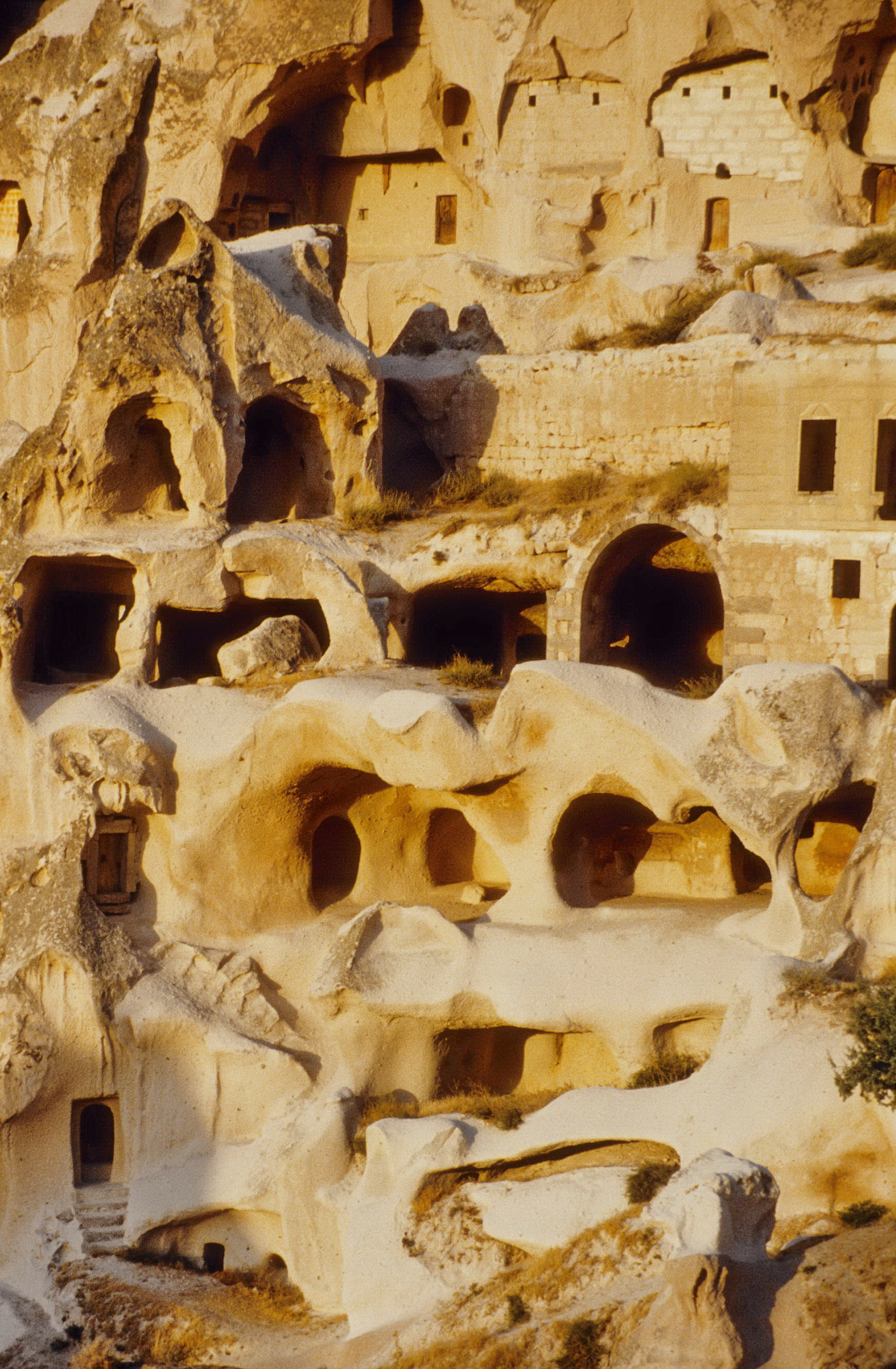
Manche der Höhlensiedlungen Kappadokiens, so z. B. in Zelve, Ürgüp und Uçhisar, waren noch bis in die 1960er Jahre bewohnt und wurden trotz stetigen Verfalls auch später noch durch provisorisch eingezogene Schutzwände „stabilisiert“.

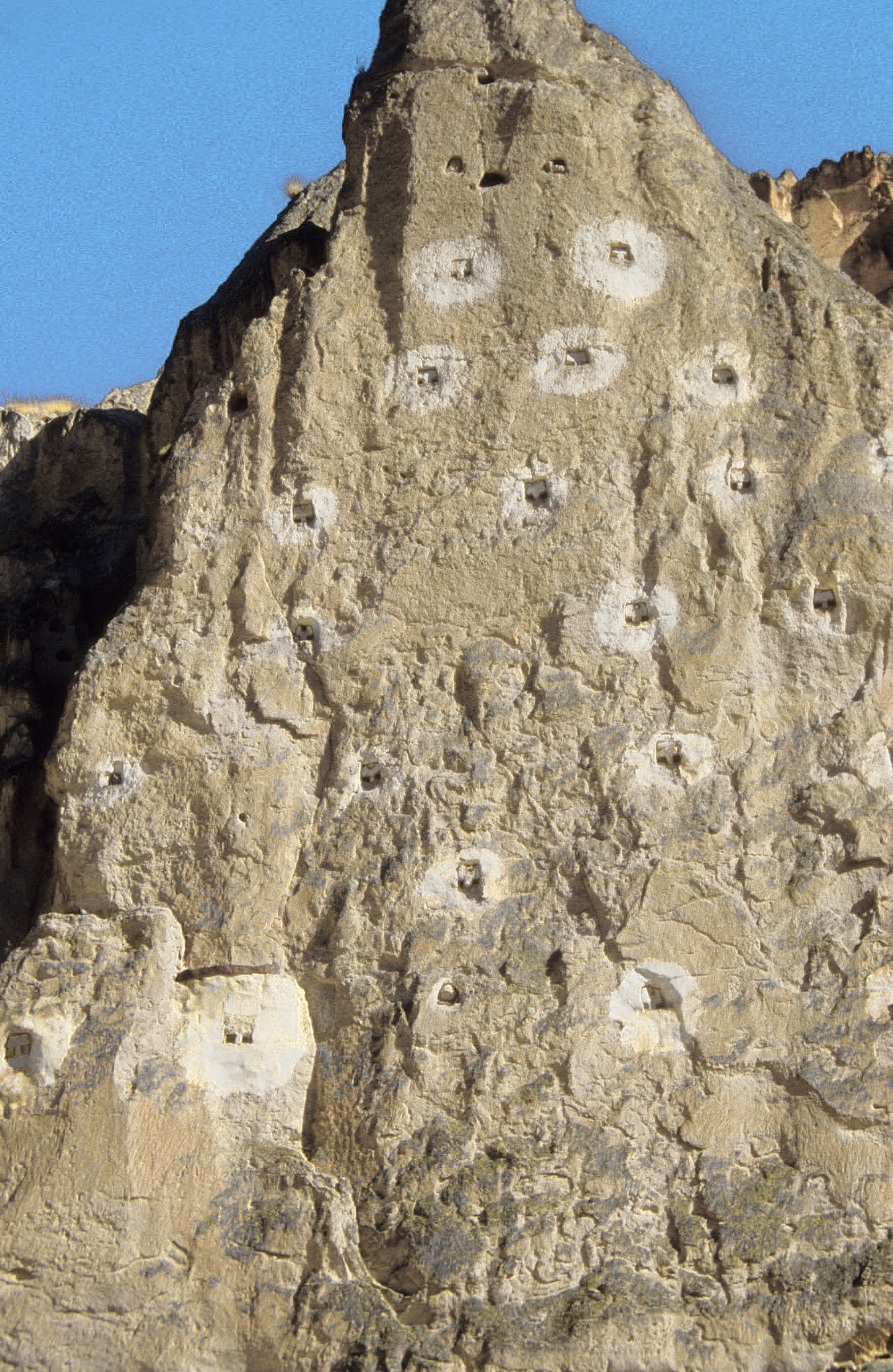
Viele Zerstörungen werden durch die innere Struktur des Materials sowie aufgrund von Verwerfungen und Brüchen/Rissen verursacht, wie man sie hier in einem Taubenhaus-Tuffkegel in Soğanlı erkennen kann. Die Tuffite sind wenig verdichtet, können zerbröckeln und sind sehr empfindlich gegenüber atmosphärischen Einflüssen.

Tuffmaterialien unterliegen dabei Veränderungen, die ihre Eigenschaften auf natürliche Weise durch Feuchtigkeit, Regen, Frost und Temperaturänderungen schwächen. Erosion durch Wasser ist die Art der Verwitterung, der Tuffkegel in der Region Kappadokien am stärksten ausgesetzt sind. Dabei spielen zwei Arten, Sickerwasser und Oberflächenströmung, eine Rolle. Oberflächengewässer erodieren die schwachen und weichen Tuffe, während sie von der Oberfläche der Gesteinsstrukturen fließen. Vulkanisches Glas z. B. verwittert leichter als andere Verbundmineralien, so dass im Laufe der Zeit Hohlräume mit Zugrissen entstehen, die Gesteinsbrüche verursachen. Schmelzen von Schnee und Regenwasser bewirkt, dass Wasser in das Tuffmaterial eindringt. Durch das Gefrieren erhöht sich der Porendruck und löst die Gesteinsabscheidung aus. In Gesteinseinheiten wie Tuff und Ignimbrit dringen die durch Niederschlag abrinnenden oder mit Kapillarwirkung aus dem Fundament aufsteigenden Wässer innerhalb der Tuffwände vor und verursachen eine Erhöhung der Luftfeuchtigkeit in den Höhlen-Innenwänden. Auf den Oberflächen kommt es durch Wasserlecks zu Fragmentierung, Staubbildung, Abplatzung und Abschuppung. Eine der Hauptursachen für die Destabilisierung, insbesondere von in Fels gehauenen Räumen, ist Regenwasser, das aus Rissen austritt und nicht abgeleitet wird, und manchmal auch Schmutzwasser aus der Umgebung. Die durchlässige Struktur im Fels erhöht die Infiltrationsrate, und das Sickerwasser schwächt die Stabilität der Tuffe.

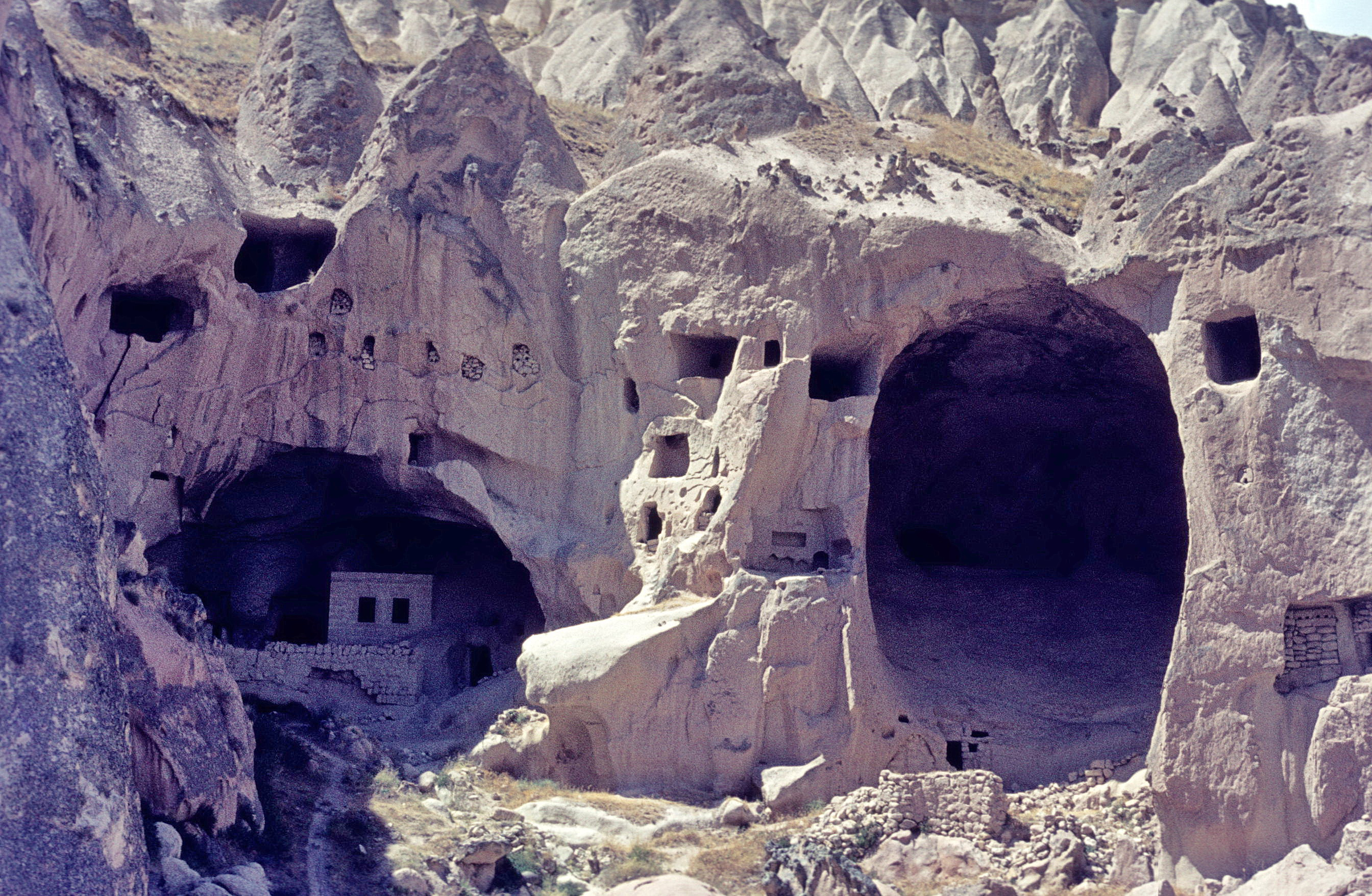
Plätze, wie die Open Air Museen von Göreme und Zelve, die Felsburgen von Uçhisar und Ortahisar sowie der Bezirk Ürgüp, sind bekannt für starke Steinschläge. Hier ein Beispiel verstürzter Höhlenwohnungen in Zelve von 1972.

In Gebieten, in denen Tuffe aufgrund der Sonneneinstrahlung und/oder der Art der Oberflächenentwässerung stärker gefrieren und auftauen, nimmt z. B. die Erosion von Tuffkegeln zu. Somit spielt bei der Entwicklung von Tuffkegel und Tuff-Wandbereichen das Klima (Niederschlagsmenge, Gefrier- und Auftauzyklen) eine große Rolle. Nach Aydan und Ulusay hat die kappadokische Region typisches Kontinentalklima, denn heiße und trockene Sommer gegenüber kalten und feuchten Wintern prägen das rezente Klima in Zentralanatolien mit den höchsten Temperaturen im Juli und August (im Mittel 32–33 °C). Die durchschnittliche Sommertemperatur an der meteorologischen Station Nevşehir auf 1260 m Meereshöhe beträgt 19 °C, und die durchschnittliche Wintertemperatur liegt bei 0 °C. Die langjährige durchschnittliche jährliche Niederschlagsmenge (1961–1990) beträgt dort 421 mm. Die meisten Niederschläge fallen im Winter und Frühjahr. Entscheidender allerdings ist die Abhängigkeit von starken Temperaturschwankungen, denn dadurch ändert sich die Festigkeit des Materials. Nach Messungen zwischen 1970 und 2011 betrug die niedrigste gemessene Temperatur in der Region am 28. Januar 2000 -21,2 °C und die höchste Temperatur 39,5 °C am 30. Juli 2000. Am 18.–19. Mai 1986 wurde bei der St. Barbarakirche in Göreme an einigen Messpunkten die Maximaltemperatur mit 41 °C und die Minimaltemperatur mit 9 °C ermittelt. Die maximale Temperaturänderung an einem Punkt betrug 28 °C, die minimale Änderung betrug 2 °C. Diesen Daten zufolge sind sowohl tagsüber als auch saisonal Temperaturunterschiede hoch. Materialien, die sich im Sommer an heißen Tagen ausdehnen, sind an kalten Wintertagen Frost ausgesetzt. Zwischen 1971 und 2000 lag die Anzahl der Frosttage zwischen 87 und 107 pro Jahr. Durch Temperaturunterschiede und Frost-Auftau-Effekte ermüden Tuffmaterialien und lösen diese, so dass sie abbröckeln. Die Beziehung zwischen Frost-Auftau-Zyklen und Diskontinuitäten ist also einer der Faktoren, die den Zerstörungsprozess direkt beeinflussen. In erodierten Abschnitten treten Risse und Spalten auf. Wenn das in die Risse eintretende Wasser gefriert, entsteht eine Keilwirkung (Frostsprengung), wodurch die Risse wachsen oder/und die Gesteinsmassen brechen. Nach Topal (1995) gab es 1990 in der Region 68 Frost-Auftau-Zyklen, 38-mal 1991 und 62-mal 1993. Derartige Frost-Auftau-Zyklen wiederholen sich durchschnittlich 50-mal im Jahr und verändern die Struktur des Tuffmaterials, wodurch es zerbröckelt. Als Folge von Benetzungs-Trocknungszyklen wurden Gewichtsverlust, Zunahme der Porosität, Farbänderung und Zunahme der Wasseraufnahmefähigkeit festgestellt.
Für den Verlauf des Spätpleistozäns und des Holozäns ergaben sich für den Raum Kappadokiens zudem ebenfalls auffällige Klimaschwankungen, deren Einflüsse auf die Petrographie der abgelagerten Tuffe dort nicht ohne Einflüsse gewesen sein dürften. Demnach war das frühe Holozän 2,1–4,9 °C kälter und bis zu doppelt so nass war wie heute, und das späte Holozän 2,4–3 °C kälter, seine Niederschlagsmengen allerdings ähnlich den heutigen. Derartige paläoklimatischen Rekonstruktionen zeigen einen allgemeinen Erwärmungstrend für die letzten 22.000 Jahre und eine Zunahme der Feuchtigkeit bis zum frühen Holozän und eine Abnahme danach. Messungen an Gletscherlängen zeigen für das 20. Jahrhundert eine Erwärmungsrate von 0,9–1,2 °C.
Dass derartige Veränderung auf Dauer nicht ohne Einfluss auf die unterirdischen und halbunterirdischen Siedlungen Kappadokiens blieben, von denen die meisten vermutlich mindestens 1500 Jahre alt sind, ist verständlich. Dennoch offenbaren diese künstlichen Felsstrukturen in den weichen Tuffen beste Beispiele für die langfristige Leistungsfähigkeit künstlicher Strukturen im Bereich Felsmechanik und Felsingenieurwesen. Die Tuffe haben über Jahrhunderte gute Wärmeisolationseigenschaften bewiesen, um zur Lagerung von Lebensmitteln verwendet zu werden und als Wohnraum zu dienen. Sie sind jedoch anfällig gegenüber atmosphärischen Bedingungen. Andererseits zeigten Temperatur- und Feuchtigkeitsmessungen in verschiedenen Stockwerken der unterirdischen und halbunterirdischen Siedlungen, dass die Unterschiede klimatischer Bedingungen dort im Vergleich zu denen außerhalb der Erdoberfläche sehr gering sind. Angriffsflächen für die Erosion bilden somit in erster Linie wohl die direkt oder indirekt den Atmosphärilien ausgesetzten Partien sowohl der Tuffkegel als auch der Höhlenwohnungen.

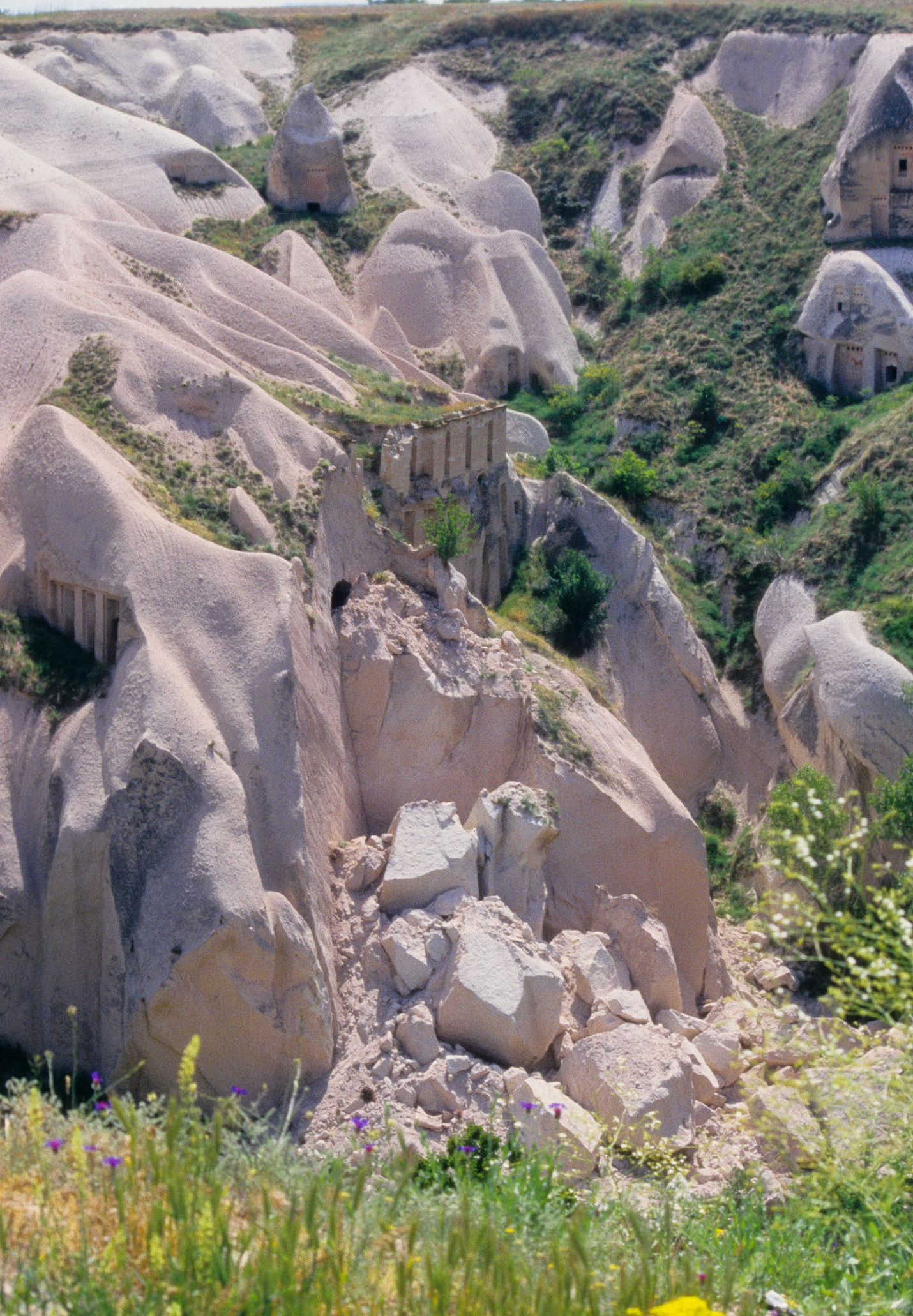
Manchmal kann ein ganzes Gesteinspaket am Bachbett durch die Erosion abgerissen oder umgestürzt werden, wie hier in einem kleinen Seitentälchen bei Uçhisar.

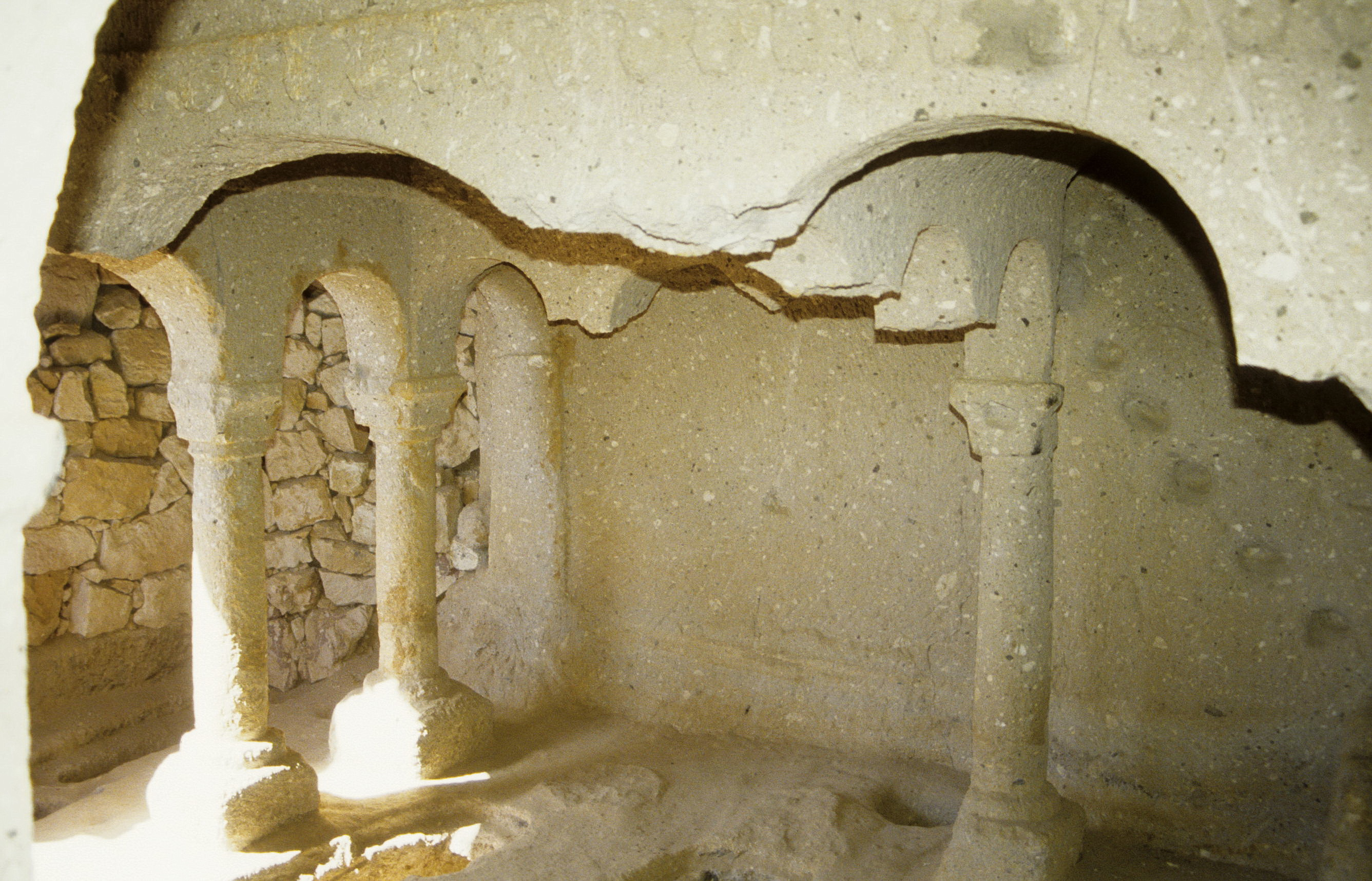
Eine der Hauptursachen für die Destabilisierung, insbesondere von in Fels gehauenen Räumen, ist Regenwasser, das aus Rissen austritt und nicht abgeleitet wird, und manchmal auch Schmutzwasser aus der Umgebung. Die durchlässige Struktur im Fels erhöht die Infiltrationsrate, und das Sickerwasser schwächt die Stabilität der Tuffe.

So sind Hauptursachen für Steinschläge und Felsstürze in der Region Kappadokien Erosionsprozesse im Hanggrund, Gefrier-Auftau- bzw. Erwärmungs-Abkühlungs-Zyklen, Wasser- oder Eisdruck. Sie treten meist in Bereichen mit Rissen und Brüchen, also Unstetigkeiten im Gesteinsverband, auf. Felsräume wurden meist entweder durch Eingraben in einzelne Tuffkegel oder an einen Hang gebildet. Gesteinsfugen können dabei beschädigt werden. Die Folge sind oft Steinschläge und Verstürze größeren Ausmaßes. Plätze wie die Open Air Museen von Göreme und Zelve, die Felsburgen von Uçhisar und Ortahisar sowie der Bezirk Ürgüp, sind bekannt für starke Steinschläge. So wurde beispielsweise bei der Elmalı-Kirche in Göreme die Verschiebung einer großen Felsmasse in Richtung Tal beobachtet. Die unmittelbare Umgebung von Ortahisar wurde aus ähnlichen Gründen evakuiert und Ortahisar Kalesi neun Jahre lang bis 2013 für Besucher geschlossen. Auch die Çarıklı-Kirche in Göreme wurde im Juni 2012 für Besucher wegen Felssturzgefahr gesperrt. Oft werden Gesteinsstrukturen am Hangfuß durch Wassereinwirkung erodiert, wie das Beispiel der Nazar-Kirche („wiederauferstandene“ Kirche, Göreme) zeigt, wo ein Block nach einiger Zeit durch Spannungsrisse aufgrund des Eigengewichts abbrach. Manchmal kann ein ganzes Gesteinspaket am Bachbett durch die Erosion abgerissen oder umgestürzt werden. Einbrüche, die in den Decken oder Felswänden der Räume auftreten, erhöhen zudem die zersetzende Wirkung von Wasser. Ein weiterer Effekt von Wasser besteht darin, dass der Tuff teilweise in smektitartigen Ton umgewandelt wird, wobei vulkanisches Glas und verschiedene Gesteinsfragmente ebenfalls stark verändert werden. Durch das Eindringen von Flüssigkeiten zwischen die Schichten, aus denen die Tone bestehen, ändern sich die Schichtdicken, weil sie aufquellen. Dadurch kommt es zu Ausweitung und Farbänderung von Spannungsrissen.
Winderosion ist eine weitere Art zumeist allerdings weniger wirksamer Erosion in der Region. Bei den verschiedenen, bereits angeführten regionalen Zersetzungsprozessen entstehen intensiv erodierte und zerbröckelte Staubpartikel, so dass der Überschuss an Staub- und Bodenpartikeln bei niedriger Luftfeuchtigkeit und magerer Vegetation die Winderosion erhöht, wenn bei Sturm Staubpartikel auf locker strukturierte oder schwach zementierte Felsoberflächen treffen. Der stärkste Sturm in Nevşehir wurde am 12. März 1968 mit 125,3 km/h gemessen. Bei zwischen 1987 und 1992 durchgeführten Messungen wurde festgestellt, dass die natürliche und vom Menschen verursachte Erosion 0,4 cm pro Jahr betrug.

##### Jüngere Erdbeben
Kappadokien ist bislang weitgehend von sehr gravierenden Erdbeben verschont geblieben, wenn auch vulkanische Prozesse dort bis in historische Zeiten belegt sind. Zerstörung und Neubildung der kappadokischen Landschaft ist weitgehend ein langfristiger erosiver Prozess, der weniger von zerstörerischen Kräften größerer Erdbeben geprägt ist. So hält der Regionalsekretär der Kammer für Geophysik-Ingenieure der zentralanatolischen Provinzen stärkere verheerende Erdbeben dort eher für unwahrscheinlich, da weder die Gümüşkent-Verwerfung im Nordwesten der Region, noch die Derinkuyu-Verwerfung im Südosten aktive Störungen sind. Andererseits wurden leichtere regionale Beben durchaus registriert, die auch größere Schäden verursachten. So wurde z. B. das Dorf Çavuşin bei Erdbeben 1950 schwer beschädigt, und ein weiteres Mal verursachte dort ein kleines Erdbeben 1963 schwere Schäden, so dass die Bevölkerung umgesiedelt werden musste. Jüngere Ereignisse dieser Art betrafen die Region um Kayseri: Im November 2020 gab es in Kayseri vier Erdbeben der Stärke von 3,0 oder höher und 12 Beben der Stärke von 2,0-2,9. Außerdem wurden 28 Beben kleiner als 2,0 registriert, die Menschen normalerweise nicht spüren können. Größtes jüngstes Erdbeben mit einer Stärke von 3,8 ereignete sich 27 km nordöstlich von Kayseri am 19. Juli 2021.

#### Chemische Zersetzungen
Obwohl keine nennenswerten Salzmengen im Tuffmaterial vorhanden sind, gibt es potentielle Salzquellen in der Umwelt, wie die Verwendung von Salz zur Verhinderung von Vereisung oder die durch die Verwendung von Zement entstehenden Salze. Bei mehreren Versuchen zur Wirkung von Salzen auf Tuffgestein zerfiel das Gestein nach drei bis vier Versuchszyklen vollständig. Salzkristalle haben offenbar einen sehr großen Einfluss auf die Abnahme der Festigkeit des Gesteins. Selbst durch Kontakt von Tuffmaterialien mit der Atmosphäre kommt es aufgrund der Gesteins-Eigenschaften zu chemischer Zersetzung und rötlichen Farbveränderungen, die man bei einigen Wandmalereien in Felskirchen entdeckte. Als Beispiele gelten Farbveränderungen durch Eisenoxidation in Biotit- und Gesteinsfragmenten oder bei der Bildung von Ton der Smektitgruppe infolge chemischer Zersetzung vulkanischer Gläser. In Tonen der Smektitgruppe, insbesondere im Bereich der Fugen dichter Tone, die durch die Aufnahme von Wasser aufquellen, beschleunigt sich der Zersetzungsprozess.

#### Biologische Faktoren
An den Tuffen, insbesondere an nach Norden exponierten Flächen, wachsen Flechten- und Moosstrukturen auf feuchten Oberflächen, wo es wenig Sonnenlicht und Winderosion gibt. Flechten schützen zwar die Felsoberfläche sogar bis zu einer bestimmten Wachstumsgröße, verursachen aber, wenn sie größer werden, Mikrorisse an der Gesteinsoberfläche, so dass Stücke abfallen und das Tuffgestein schädigen. Bisweilen kommt es dabei zu einer Veränderung der Zusammensetzung des Bindematerials. In den oberen zwei Zentimetern von mit Flechten bedeckten Oberflächen wurde allerdings ein nur geringer mechanischer und chemischer Abbau festgestellt. Die Menge an Ton der Smektitgruppe auf mit Flechten bedeckten Oberflächen ist äußerst gering. Darüber hinaus wurden keine signifikanten Veränderungen der physikalischen Eigenschaften beobachtet. Vom Wind verblasene Samen können allerdings spürbare Schäden anrichten, wenn sie sich auf Felsoberflächen, in Rissen, Mauerhohlräumen oder Fugen absetzen. Obwohl in der Region eine nur schwache Vegetation zu beobachten ist, verursachen die hier siedelnden Pflanzen durch ihre Wurzeln eine Fragmentierung. Darüber hinaus wurde Algenbildung auch in Gebieten beobachtet, in denen nach Niederschlägen im Winter Wasser in Ritzen versickert. Auch Tierreste, die sich z. B. in Taubenhäusern ansammeln, verursachen eine Degradation. Das Schlagen der Flügel von Tauben, die in einigen Höhlenkirchen sitzen, kann dazu führen, dass geschwächte Wandmalereien herunterfallen. Außerdem öffnen Insektenlarven, die sich unter der Putzschicht der Wandmalereien ansiedeln, Fluchtlöcher und werfen die Putzschicht auf ihrem Weg nach draußen ab. Außerdem wurden auf den Wandmalereien weiße Ablagerungen gefunden, die als Insektenkot bestimmt wurden.

## Geschichte

### Vor- und Frühgeschichte
Durch Siedlungsspuren ist nachgewiesen, dass das Gebiet von Kappadokien schon in vorgeschichtlicher Zeit bewohnt war. Ob schon in dieser Zeit Höhlen angelegt wurden, ist nicht belegt. Wahrscheinlich ist allerdings, dass zumindest in der Bronzezeit, als die Region zum Kerngebiet des hethitischen Großreichs gehörte, die ersten Gänge und Räume als Lagerstätten und möglicherweise auch als Rückzugsmöglichkeit in den Fels gegraben wurden. In der unterirdischen Stadt Derinkuyu wurde zwar ein Handwerkzeug hethitischen Ursprungs gefunden, das aber auch in späterer Zeit dorthin gelangt sein könnte. Die früheste Erwähnung findet sich in der Anabasis von Xenophon, er spricht von Menschen in Anatolien, die ihre Häuser unter der Erde gebaut hatten.

„Die Häuser waren unter der Erde, am Eingang (eng) wie ein Brunnenloch, unten aber weit. Die Eingänge für das Zugvieh waren gegraben, die Menschen aber stiegen auf Leitern hinab. In den Wohnungen fand man Ziegen, Schafe, Rinder und Federvieh nebst den Jungen derselben.“

### Christliche Besiedlung

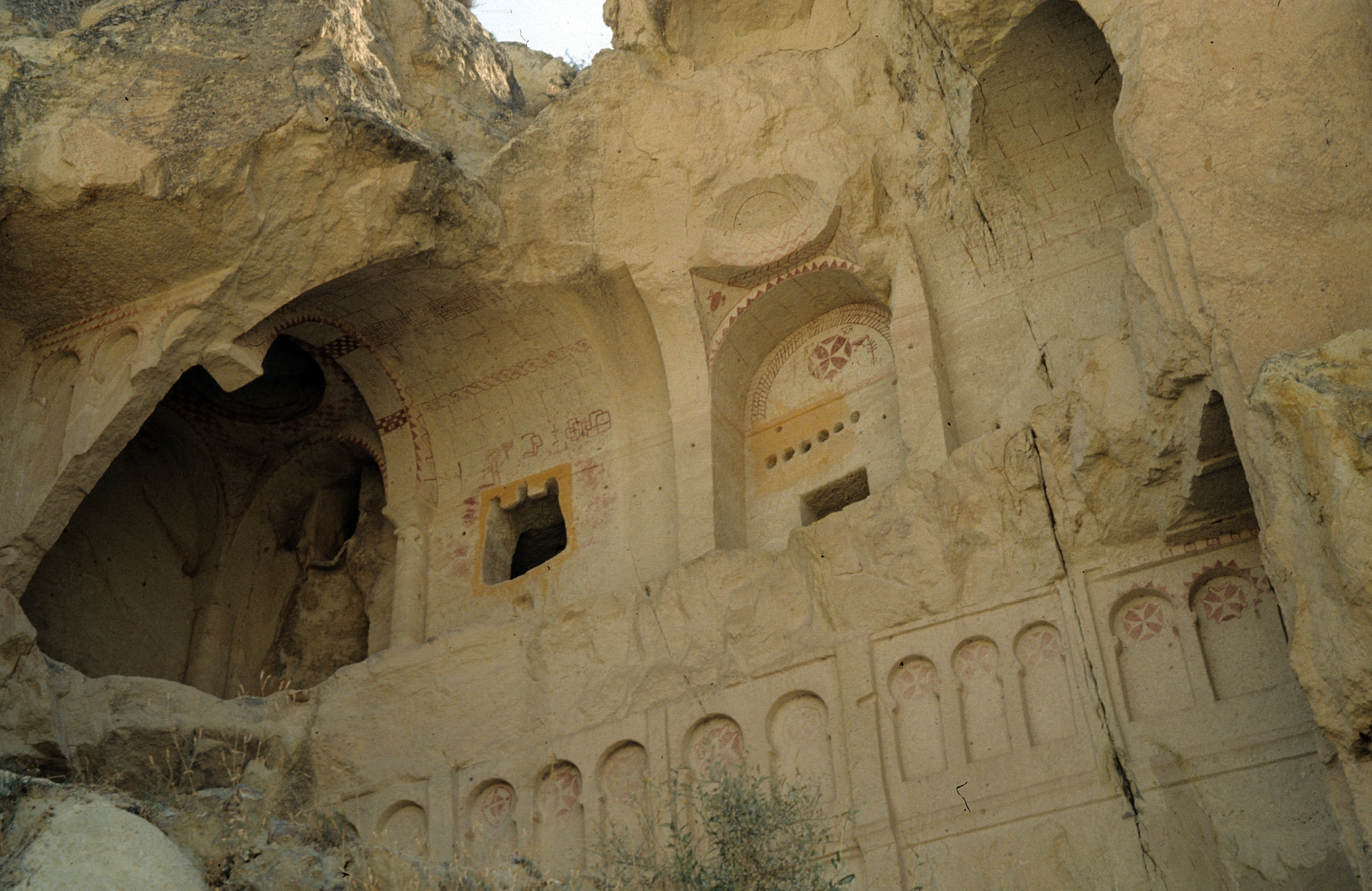
Karanlık Kilise in Göreme

Die beginnende christliche Besiedlung der Region erfolgte im ersten nachchristlichen Jahrhundert zunächst durch Einsiedler, die sich aus der christianisierten Gegend um Caesarea in die Einsamkeit der Tufflandschaft zurückzogen. Sie ließen sich entweder in vorhandenen Höhlen nieder oder gruben sich eigene Behausungen in den Felsen. Da sie eher die Einsamkeit als Schutz vor Feinden suchten, blieben sie mit ihren Räumen weitgehend an der Erdoberfläche. Als sich im 4. Jahrhundert die christliche Kirche unter den Kirchenvätern Basilius von Caesarea, Gregor von Nyssa und Gregor von Nazianz neu ordnete, folgten ihnen im Laufe der nächsten Jahrhunderte immer größere christliche Gruppen, die sich hier ansiedelten und klösterliche Gemeinschaften bildeten und dementsprechend mehr und größere Wohn- und Kirchenräume brauchten. Nachdem im 4. Jahrhundert die Isaurier, im 5. Jahrhundert die Hunnen und schließlich im 6. Jahrhundert persische Gruppen in Kappadokien einfielen und letztere 605 Caesarea eroberten, begann die intensive Erstellung von sowohl unter- als auch oberirdisch angelegten Höhlenbauten und ganzen Städten. Jetzt entstanden die Bauwerke hauptsächlich unter Sicherheits- und Verteidigungsaspekten. Nachdem ab 642 verstärkt Araber in die Region eindrangen, gewannen diese Aspekte zunehmend an Bedeutung, sodass drei Jahrhunderte lang christliche Gemeinden hier versteckt und gegen Angreifer abgesichert lebten. Unter der darauf folgenden Periode byzantinischer Herrschaft erlebte das Christentum und damit die christliche Architektur in Kappadokien ihre Blütezeit. Bis zum 11. Jahrhundert wurden etwa 3000 Kirchen aus dem Stein gehauen.
Nachdem in der Schlacht von Manzikert 1071 der Seldschuken-Sultan Alp Arslan den byzantinischen Kaiser Romanos IV. besiegte und damit das Ende des byzantinischen Reichs und den Beginn türkischer Vorherrschaft in Anatolien einleitete, bedeutete das, trotz der religiösen Toleranz der Seldschuken, den Anfang des Niedergangs des Christentums in Kappadokien und damit den langsamen Verfall der kirchlichen Architektur. Die vorhandenen Klosterräume wurden nach der schrittweisen Abwanderung der christlichen Bewohner von türkischen Bauern übernommen, die sie ihren Bedürfnissen entsprechend umbauten. Da Tarnung und Verteidigung nicht mehr notwendig waren, wurden vor die ehemals versteckten, unauffälligen Höhlen Fassaden und Häuser gebaut, die die unterirdischen Räume mit einbezogen.
Die Höhlenräume wurden von den türkischen Bewohnern, auch wegen der gleichbleibend angenehmen Temperaturen, bis ins 20. Jahrhundert weiter genutzt. Noch 1838 brachten sich die Einwohner vor ägyptischen Truppen in den unterirdischen Städten in Sicherheit. Die letzten verbliebenen Christen verließen das Gebiet 1923 im Rahmen des griechisch-türkischen Bevölkerungsaustauschs. Die letzten türkischen Bewohner zogen in den 1950er-Jahren aus der Höhlensiedlung Zelve aus, nachdem Erdbeben immer mehr Schäden angerichtet hatten und die Nutzung dadurch immer gefährlicher wurde. Bis heute werden aber, z. B. in Uçhisar, in Ortahisar oder im Soğanlı-Tal, einzelne Höhlen, die meist in Verbindung mit vor- oder angebauten Häusern stehen, zumindest im Sommer wegen der angenehmen Temperaturen noch als Wohnräume genutzt.

### Unterirdische Städte

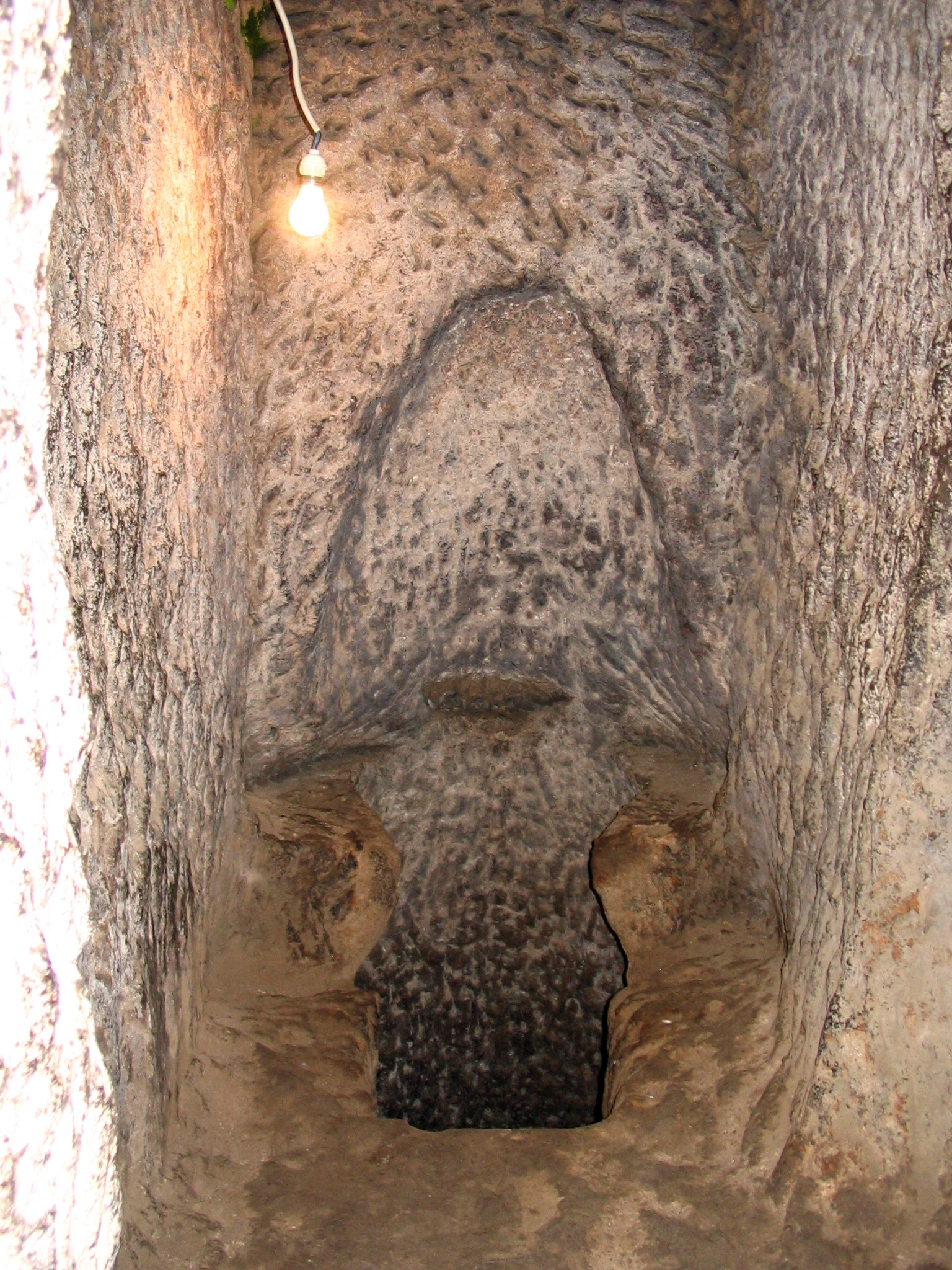
Unterirdische Toilette in Güzelyurt

Zur Verteidigung und zum Schutz vor Angreifern waren unterirdische Städte gut geeignet. Die wenigen Zugänge waren durch Sträucher getarnt und somit von außen kaum erkennbar. Im Inneren bestanden sie aus einem für Außenstehende unüberschaubaren Labyrinth von Gängen, die wiederum einzeln durch meterhohe, mühlsteinartige Steine verschließbar waren. Die Steine waren so eingebaut, dass sie sich von innen relativ leicht in die Verschlussstellung rollen ließen, von außen aber nicht zu bewegen waren. Sie hatten in der Mitte ein Loch, das vermutlich als eine Art Türspion diente. In einigen Städten sind darüber in der Decke Löcher angebracht, durch die Feinde mit Speeren angegriffen werden konnten.
Die Städte gingen mit bis zu zwölf (bis heute gefundenen) Stockwerken über 100 m tief in die Erde und hatten alles vorzuweisen, was für einen langfristigen Aufenthalt nötig war. In den oberen Etagen waren größtenteils Ställe und Lagerräume untergebracht, die eine konstante Temperatur von etwa zehn Grad Celsius hatten. In die Felswände waren Behälter für verschiedenste Arten von Lebensmitteln eingearbeitet, ebenso wie Mulden für Gefäße, in denen zum Beispiel Flüssigkeiten gelagert werden konnten. Weiter unten liegen Wohn- und Wirtschaftsräume, wobei wiederum Möbel wie Sitzbänke, Tische und Schlafstätten in den Stein gehauen waren. Zu den Wirtschaftsräumen zählen beispielsweise in Derinkuyu eine Weinpresse, in Kaymaklı ein Schmelztiegel für Kupfer, aber auch Zisternen und Brunnen, die bei längerem Aufenthalt die Trinkwasserversorgung sicherten. Auch ein Kerker und Toiletten waren vorhanden.

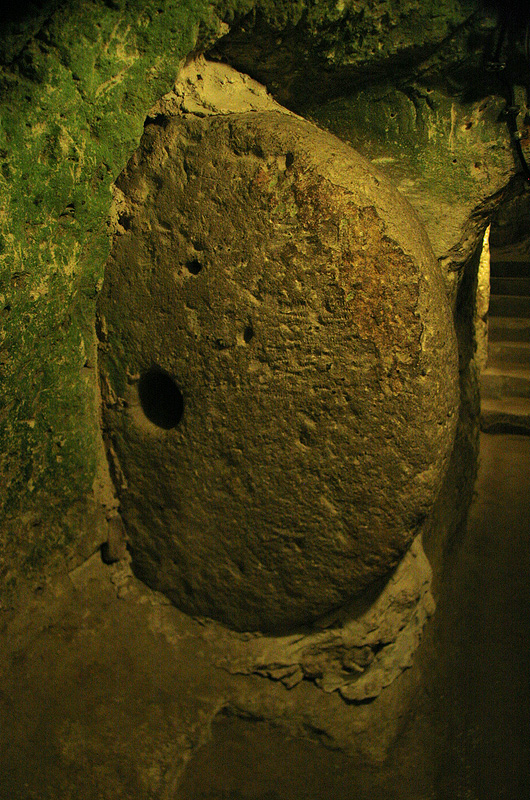
Verschlussstein in Derinkuyu

Ebenfalls in den tieferen Stockwerken befinden sich Klosterräumlichkeiten und Kirchen. Die Kirchen in den unterirdischen Städten sind eher schlicht und wenig oder gar nicht verziert. Sie haben meist einen kreuzförmigen Grundriss, manchmal mit einer oder zwei Apsiden. Malereien wie in den später entstandenen, größeren Kirchen, z. B. in Göreme, sind hier nicht zu finden. In den Nebenräumen der Kirchen sind in die Wände Grablegen eingemeißelt.
Um die dort im Verteidigungsfall für bis zu sechs Monate Eingeschlossenen mit Frischluft zur Atmung, Feuerung und Beleuchtung zu versorgen, war ein komplexes, heute noch funktionierendes System von Luftschächten vorhanden. Es diente gleichzeitig als Abzug für den Rauch der Feuerstellen in den Küchenräumen.
In ganz Kappadokien sind fast 40 unterirdische Städte bekannt, von denen allerdings nur ein kleiner Teil der Öffentlichkeit zugängig gemacht wurde. Weitere bisher unentdeckte Städte werden vermutet. Sie sollen ursprünglich durch kilometerlange Gänge untereinander verbunden gewesen sein, allerdings konnte noch keiner dieser Gänge nachgewiesen werden.
Die Schätzungen der Einwohnerzahlen der Städte divergieren stark und liegen zwischen 3.000 und 30.000. Die größte ist wahrscheinlich das noch weitgehend unerforschte Özkonak zehn Kilometer nordwestlich von Avanos mit vermuteten 19 Stockwerken und 60.000 Einwohnern, die bekanntesten und am besten touristisch erschlossenen sind Derinkuyu und Kaymaklı.

### Städte und Burgen

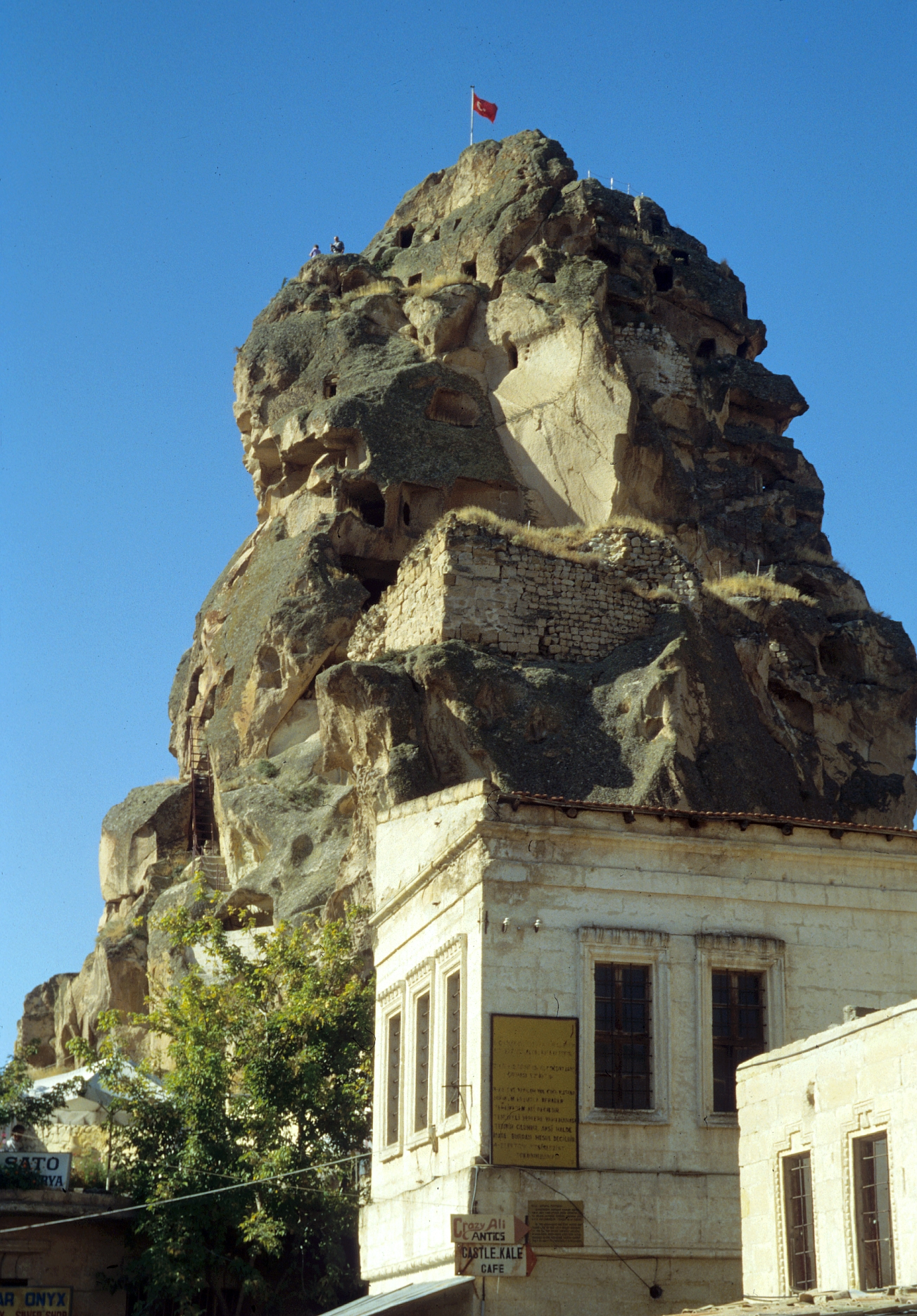
Felsenburg von Ortahisar

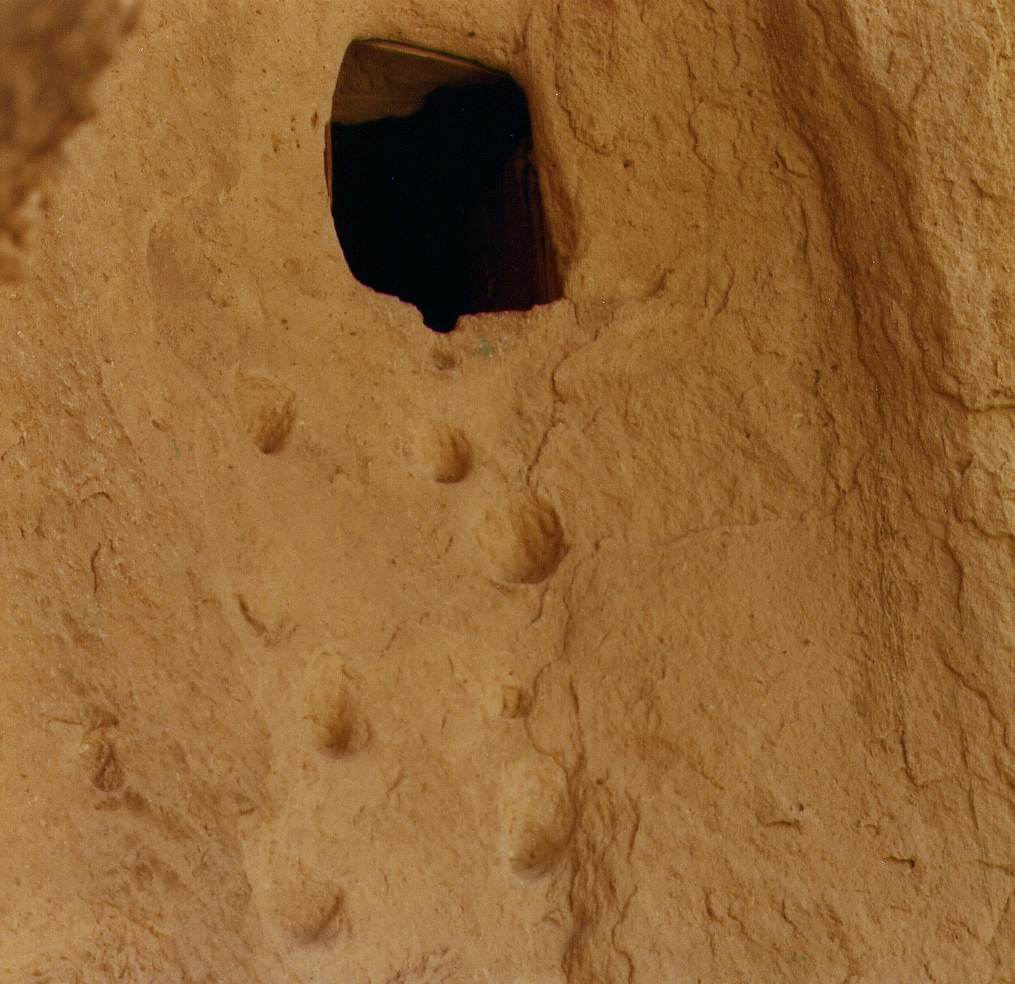
Senkrechte Treppe aus Griffmulden in Zelve

Ein Gegenstück zu den unterirdischen Städten bilden die sogenannten Burgen oder Burgberge, beispielsweise von Uçhisar oder Ortahisar. Hier handelt es sich um 60 bzw. 90 m hohe Felsen, die ebenfalls von einem Gewirr von Gängen und Räumen durchzogen sind. Durch Abbrüche infolge von Erosion und Erdbeben liegen Teile davon heute offen. Auch sie dienten als Rückzugsräume bei Gefahr und konnten mit gleichartigen Verschlusssteinen wie in den unterirdischen Städten abgeriegelt werden. Sie boten etwa 1000 Menschen Zuflucht. Die ebenerdig liegenden Höhlen sind inzwischen zum Teil in vorgebaute Häuser integriert und dienen bis heute als Stallungen und vor allem Lagerräume.

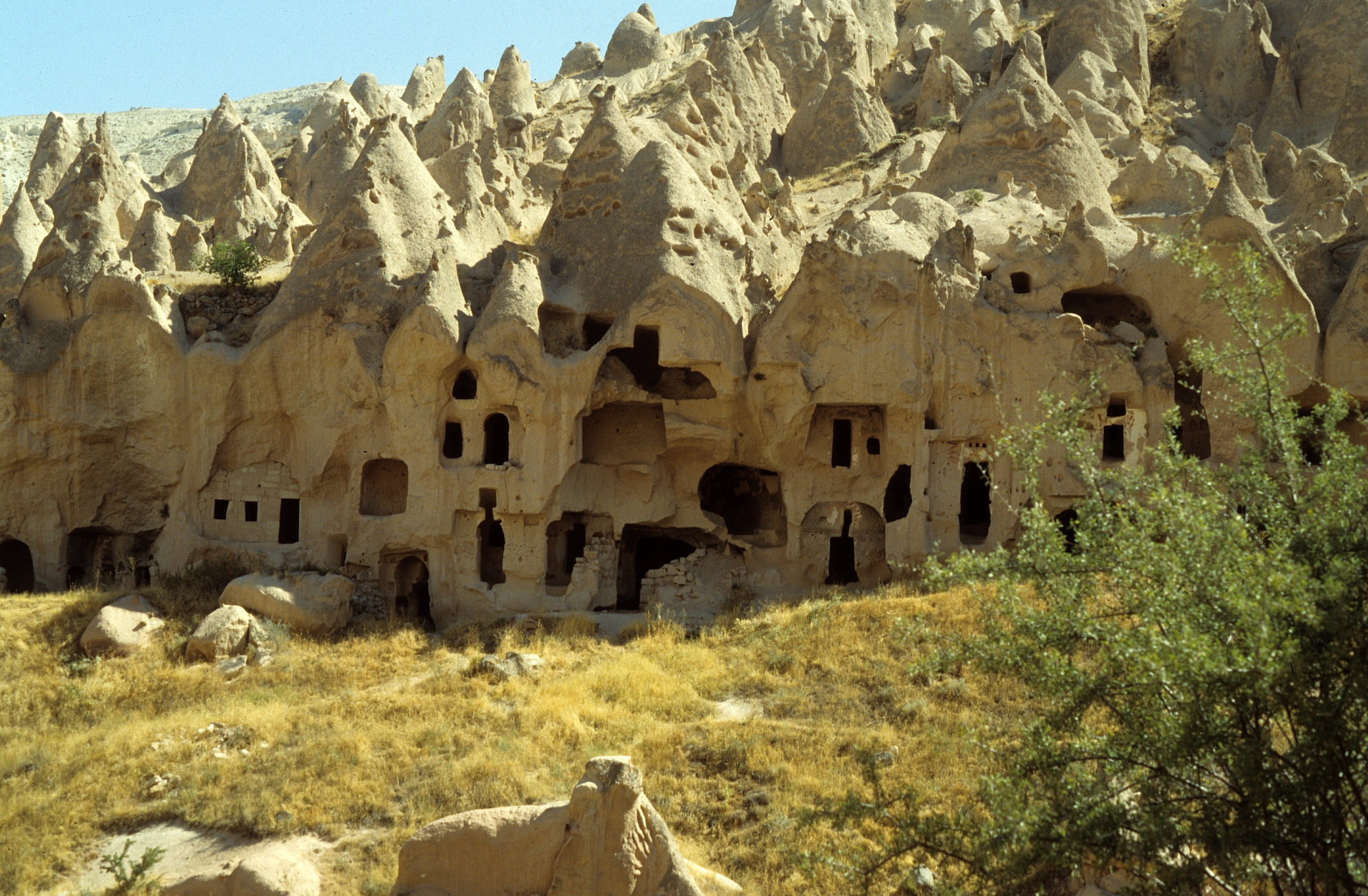
Höhlen in Zelve

Daneben gibt es noch eine Reihe von Orten, die aus Ansammlungen von in Felswände geschlagenen Wohnungen und sonstigen Räumen bestehen. Der größte davon ist Zelve, der bekannteste Göreme, aber auch im Soğanlı-Tal, in Gülşehir oder Güzelyurt sind noch ganze Städte aus Felsbauten zu sehen. Hier mischen sich, über ein oder mehrere Täler verteilt, unterirdische Bauten mit in steile Wände gehauenen Wohn- und Klosterkomplexen, Wirtschaftsräumen aller Art und Kirchen. Diese sind mit mehr Verzierungen und Malereien ausgestattet als in den unterirdischen Städten.
Auch hier ist ein großer Teil der Räume über ein verzweigtes Tunnelsystem verbunden. Die Eingänge liegen dabei meist offen, da das Hauptaugenmerk nicht so sehr auf dem Verteidigungsaspekt lag wie bei den unterirdischen Städten. Dennoch ist der Einstieg gelegentlich sehr erschwert durch die Tatsache, dass senkrechte Felswände über einfache Griff- und Trittmulden erklommen werden müssen. Auch beim inneren Tunnelsystem sind die Wege durch steile, enge Gänge und lotrechte Kamine recht beschwerlich. In vielen dieser Orte sind außerdem in hohen Felswänden Taubenhäuser in den Stein gehauen, deren Einfluglöcher oft farbig bemalt sind. Die Bemalung soll die Vögel anlocken, die dann ihre Nistplätze einrichten und damit den begehrten Vogelmist liefern. Dieser wird in schwierigen Klettermanövern einmal jährlich herausgeholt und als Dünger verwendet. Auch vorhandene Höhlen wurden durch Einschlagen von Nistnischen und Zumauern der Eingänge zu Taubenhäusern umfunktioniert.

### Kirchen
Die zahllosen Kirchen in der Region Kappadokien reichen von einfachsten, komplett schmucklosen Räumen in den unterirdischen Städten, die lediglich durch einen Altarstein als Sakralräume zu identifizieren sind, über Kreuzkuppelkirchen bis zur dreischiffigen Basilika. Sie alle sind stark an die bekannte byzantinische Sakralarchitektur angelehnt. Sie haben meist einen kreuzförmigen Grundriss, eine oder mehrere Kuppeln, Tonnengewölbe oder Kombinationen all dieser Elemente. Der allen gemeinsame Unterschied zur gebauten Kirchenarchitektur besteht darin, dass die Erbauer nicht an statische Gesetze gebunden waren, sie mussten keine tragenden Wände oder Säulen einplanen, da sie aus dem vorhandenen Felsen nur – ex negativo – die zu schaffenden Räume herausnahmen. Trotzdem sind auch solche aus der klassischen bauenden Architektur übernommenen Elemente wie Säulen oder Pilaster anzutreffen, die aber keine tragende Funktion besitzen. Die Ausstattung der Kirchen wie Altäre, Sitzbänke, Taufstein, Chorgestühl und Chorschranken sind in den meisten Fällen ebenso aus dem Gestein geschaffen. Von außen sind sie durch ihre repräsentativen Fassaden mit Blendbögen, Giebeln und Säulen oft von Weitem sichtbar.

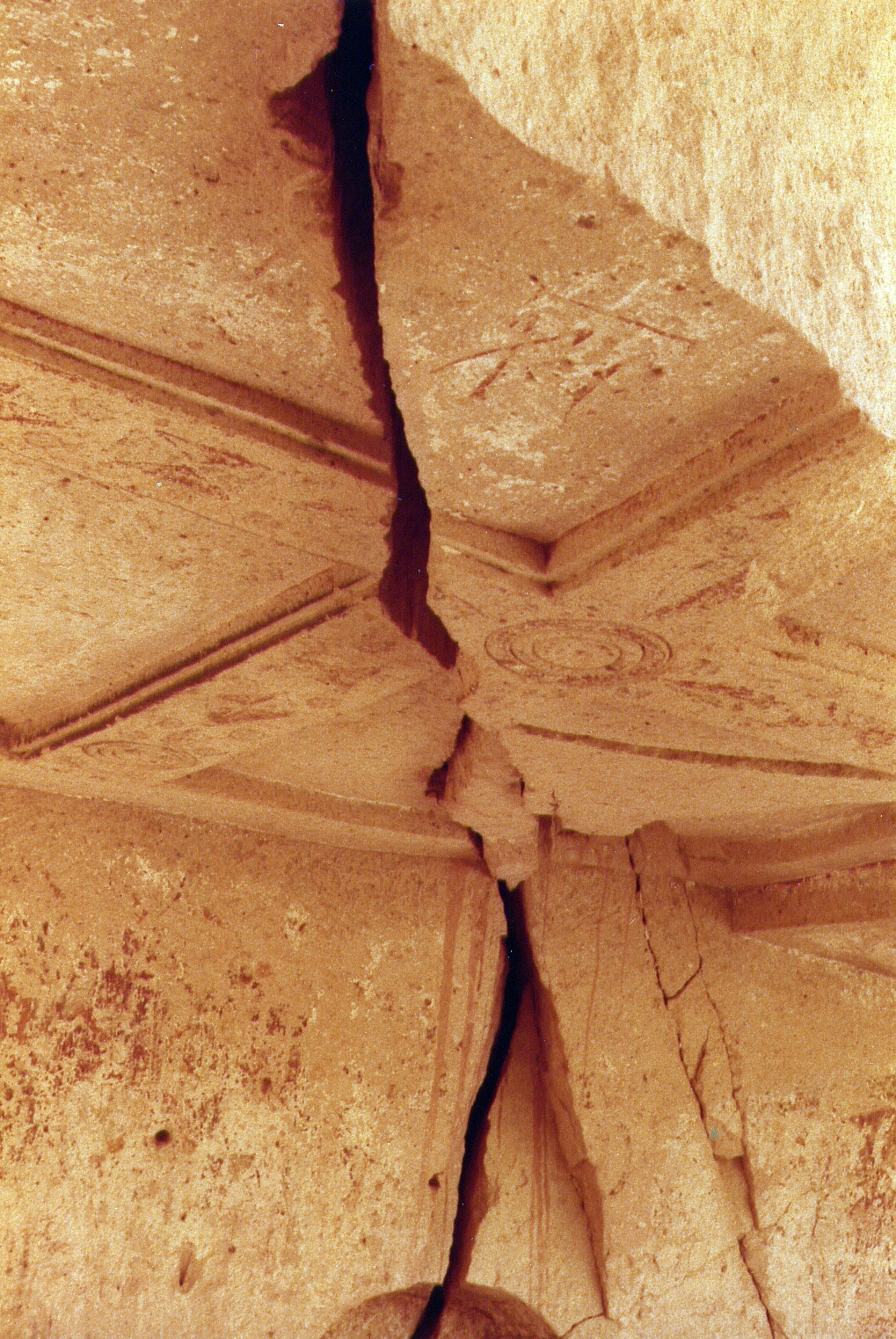
Von Erdbeben zerstörte Kirchendecke in Zelve

An der Ausgestaltung der Malereien kann bis zu einem gewissen Grad die Entstehungszeit der Kirchen abgelesen werden. Während die einfachen Kirchenräume in den unterirdischen Städten ohne jede Bemalung sind, zeigen die ersten oberirdisch geschaffenen Kirchen noch einfache figürliche Fresken. Ein Beispiel dafür ist die Ağaçaltı Kilesesi im Ihlara-Tal, sie wurde vermutlich im siebten Jahrhundert gebaut. Spätere Kirchen weisen nur schlichte geometrische Ornamente wie Kreuze, Zickzacklinien, Rauten oder Rosetten auf, die mit roter Farbe auf den Fels aufgetragen sind. Diese stammen aus dem achten und dem beginnenden neunten Jahrhundert, aus der Zeit des byzantinischen Bilderstreits (Ikonoklasmus). Möglicherweise unter arabisch-islamischem Einfluss waren unter Kaiser Leo III. sämtliche Darstellungen von Jesus, den Aposteln und Heiligen als Sünde verboten. In der zweigeschossigen Johanneskirche in Gülşehir sind im unteren Stockwerk noch die ikonoklastischen Muster zu sehen.
Im neunten Jahrhundert wurde der Bilderstreit beendet, und die von da an entstandenen Bauwerke wurden mit immer prächtigeren Fresken ausgestattet. Dabei wurden auch die älteren Kirchen zum großen Teil übermalt, sodass von der alten Bemalung nur noch relativ wenig erhalten ist. Bei manchen, nicht restaurierten Kirchen sind unter dem bröckelnden Putz die alten geometrischen Muster zu erkennen. Je detaillierter die Malereien ausgeführt sind, desto jünger können sie eingeschätzt werden. Man nimmt an, dass es für die Künstler Vorlagensammlungen gab, mit deren Hilfe die Umrisse der Gemälde vorgezeichnet und anschließend ausgemalt wurden. Am verbreitetsten waren Szenen aus dem Leben Jesu wie z. B. Geburt, Taufe durch Johannes, die Wunder, der Verrat durch Judas, die Verleugnung durch Petrus, Abendmahl, Kreuzigung, Grablegung und Auferstehung.
Viele der Fresken sind durch Steinwürfe stark in Mitleidenschaft gezogen, wobei vornehmlich die Augenpartien betroffen sind. Dies sind allerdings die Folgen von späterer, islamischer Bilderstürmerei. Seit den 1980er-Jahren werden verschiedene Kirchen aufwändig restauriert.

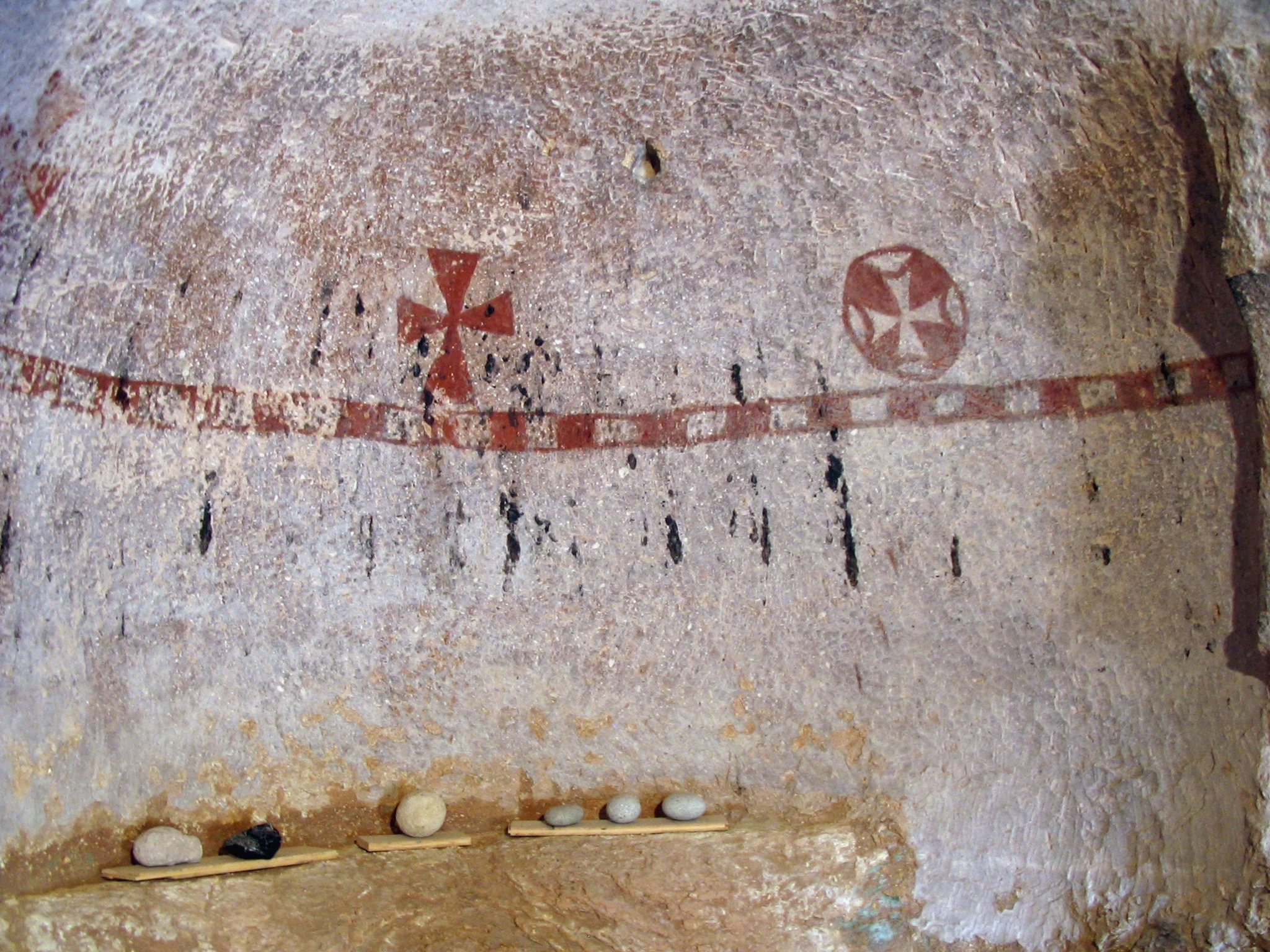
Ältere Malerei in der Johanneskirche in Gülşehir
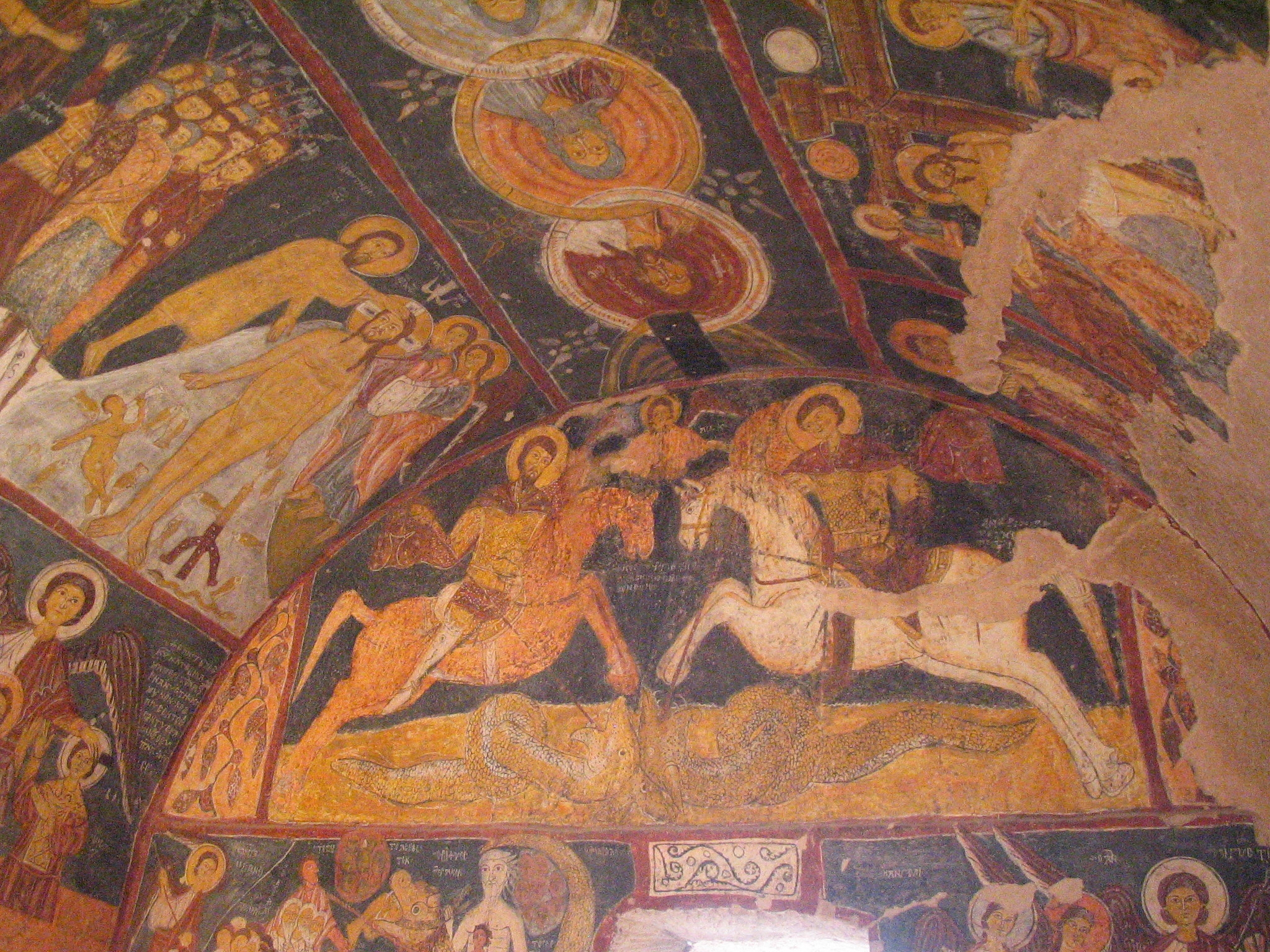
Jüngere Fresken in der Johanneskirche in Gülşehir, schriftlich datiert auf 1212
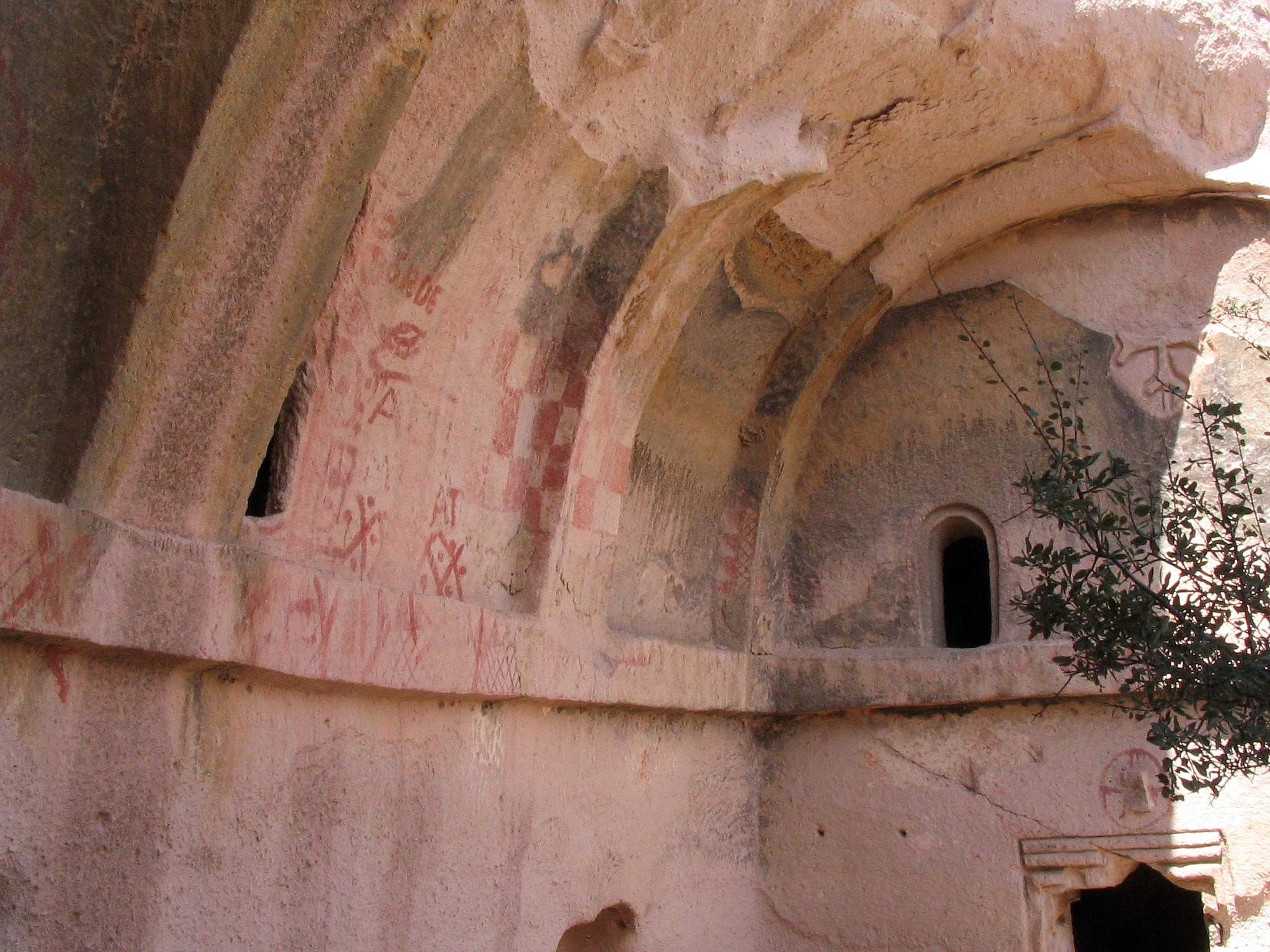
Ikonoklastische Malerei in einer Kirche im Açıksaray
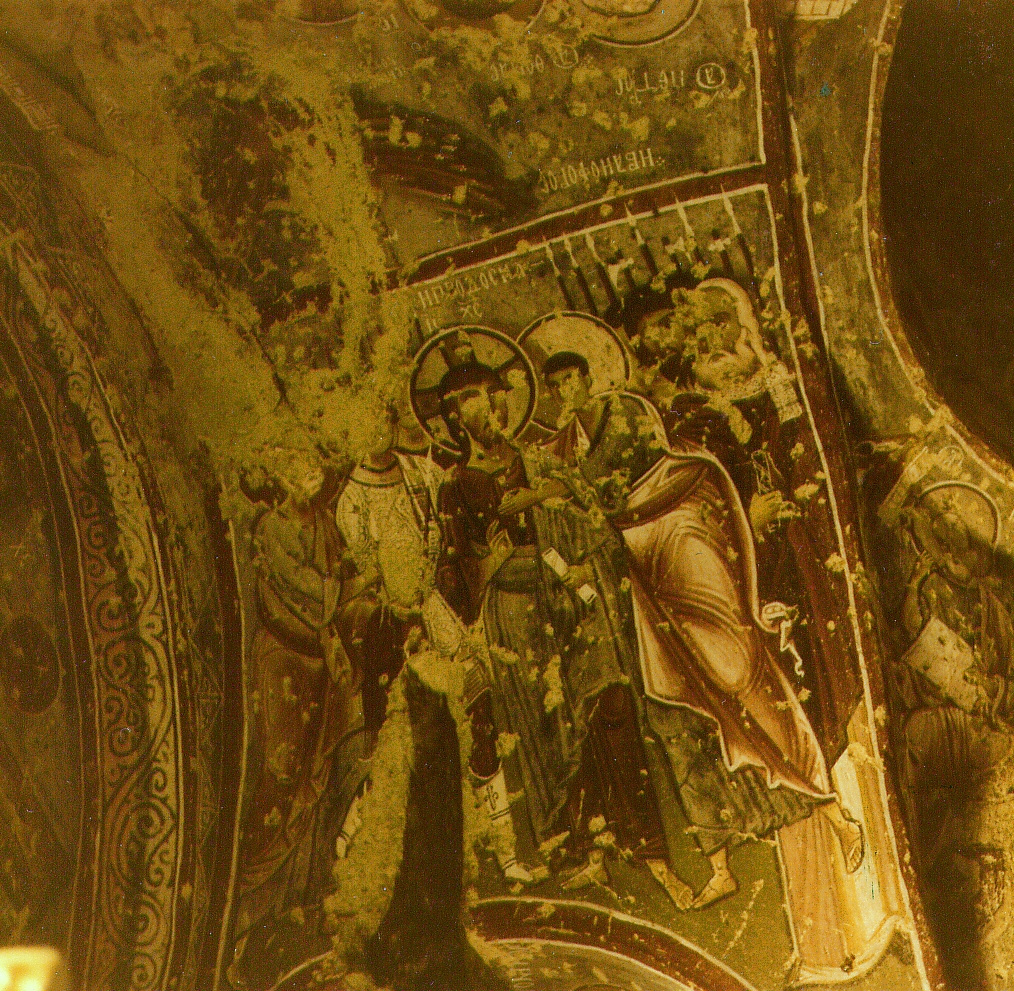
Fresken in der Karanlık Kilisesi in Göreme aus dem frühen zwölften Jahrhundert

## Forschungsgeschichte
Die ersten Beschreibungen der kappadokischen Höhlen stammen aus dem Jahr 402 v. Chr. aus der Anabasis des Xenophon. Im 13. Jahrhundert n. Chr. berichtet der byzantinische Schriftsteller Theodoros Skutariotes über die günstigen Temperaturverhältnisse in den Tuffhöhlen, die sich in den kalten anatolischen Wintern als relativ warm und in den heißen Sommermonaten als angenehm kühl erweisen. 1906 bereist der deutsche Forscher Hans Rott die kappadokische Landschaft und berichtet darüber in seinem Buch Kleinasiatische Denkmäler. Ebenfalls zu Anfang des letzten Jahrhunderts besuchte Guillaume de Jerphanion die Region und verfasste die erste wissenschaftliche Arbeit über die Höhlenkirchen und speziell die Malereien.
Eine systematische Erforschung der Architektur setzte erst in den 1960ern ein, als die letzten Bewohner die Felswohnungen verlassen hatten. Marcell Restle forschte vor Ort in den 1960er-Jahren und veröffentlichte umfangreiche Studien zur Architektur der aus Stein errichteten Kirchen sowie zur Malerei der Höhlenkirchen. Die Engländerin Lyn Rodley untersuchte in den 1980ern die Klosteranlagen. In den 1990er Jahren arbeitete der deutsche Ethnologe Andus Emge über den Wandel der traditionellen Höhlenwohnweise in der kappadokischen Ortschaft Göreme.